# Hessisches Hinterland

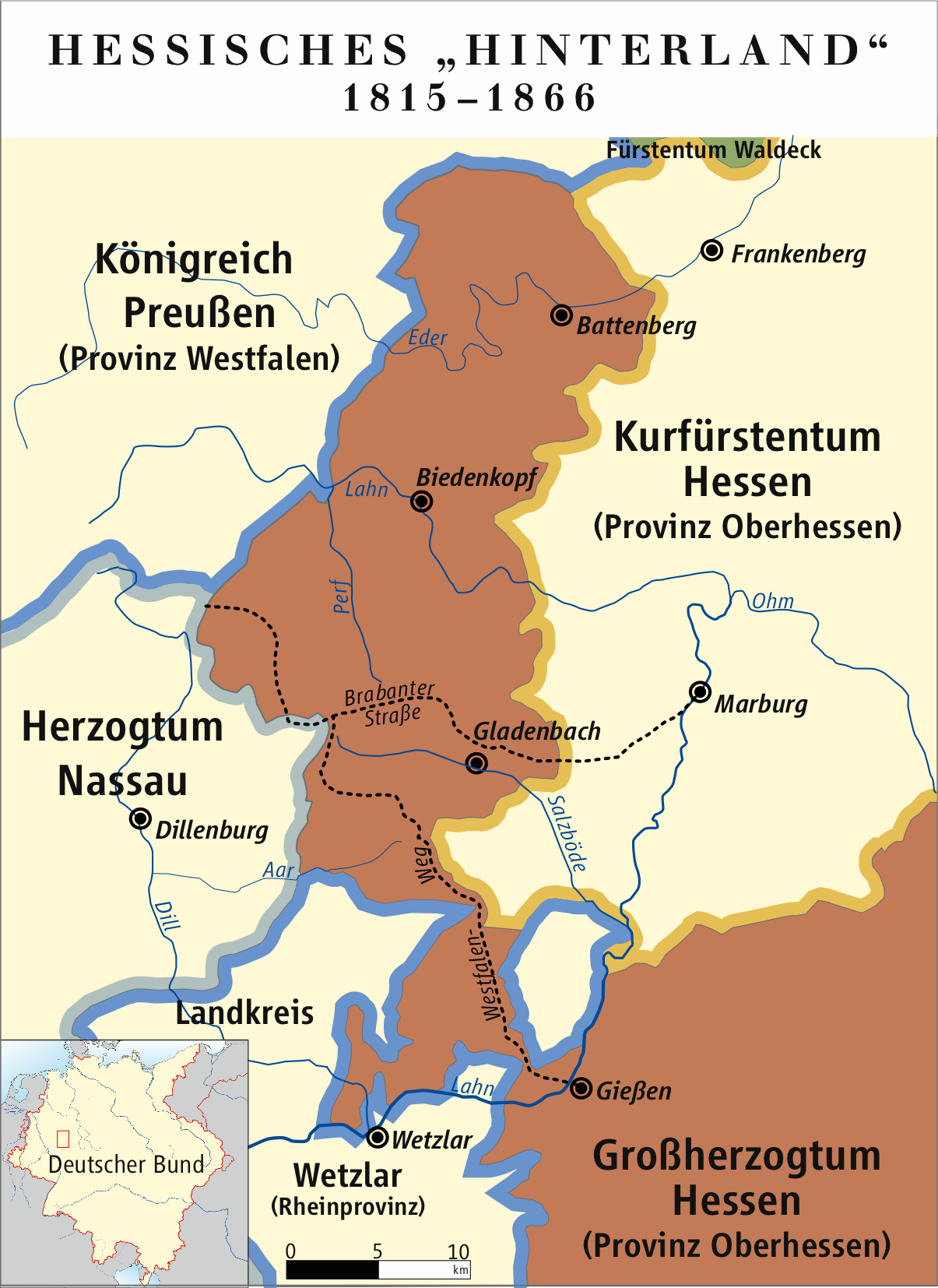
Hessisches Hinterland (ohne die Exklave Vöhl) 1815–1866

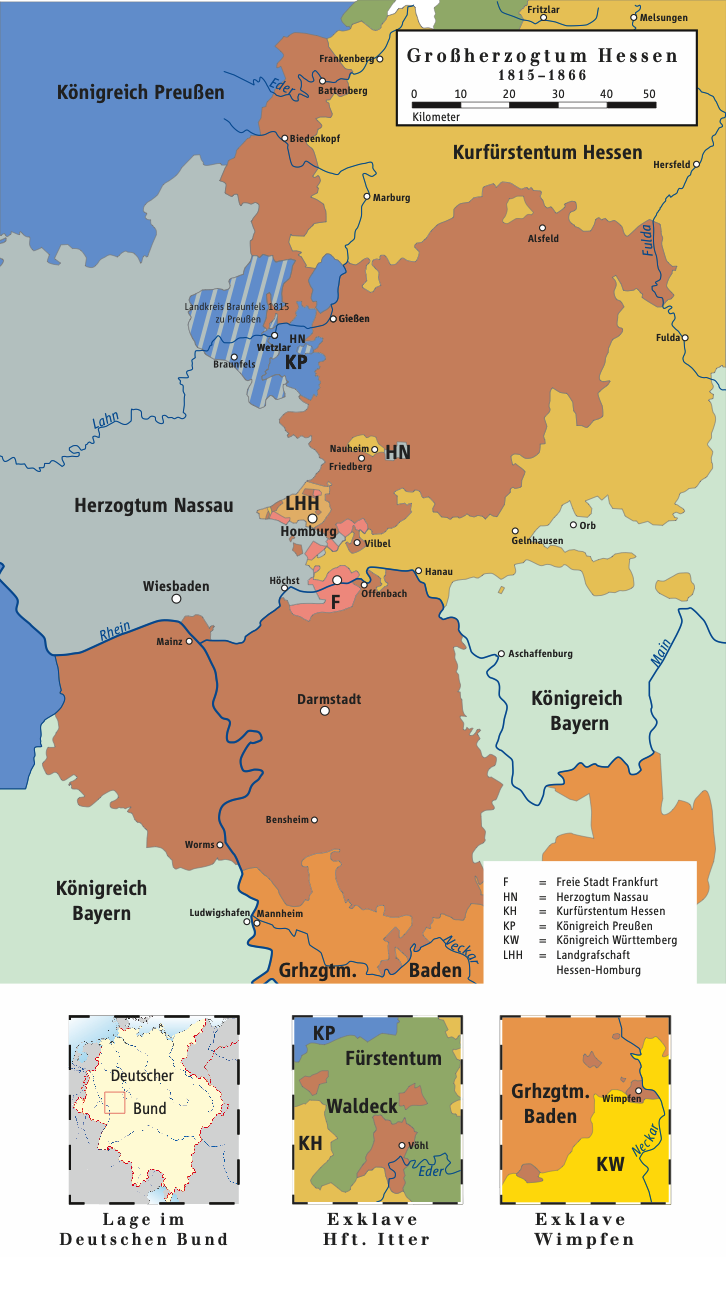
Hessen-Darmstadt 1815–1866

Das Hessische Hinterland (lokal meist nur das Hinterland; mundartlich Hennerloand oder Hennerlaand) ist eine Region in Mittelhessen und konzentriert sich um den westlichen Teil des heutigen Landkreises Marburg-Biedenkopf, den Altkreis Biedenkopf. Ehemals reichte es schlauchartig von Bromskirchen im Norden bis nach Rodheim bei Gießen.
Ursprünglich war das „Hinterland“ der zur Landgrafschaft Hessen-Darmstadt gehörige und von dieser nahezu vollständig isolierte Bereich der Ämter Blankenstein mit dem Breidenbacher Grund, Biedenkopf und Battenberg (Eder). Später blieb die Bezeichnung „Hessisches Hinterland“ am ehemaligen Kreis Biedenkopf hängen, der bis 1866 zu Hessen-Darmstädter Territorium und ab 1867 zum Königreich Preußen gehörte (siehe Historische Einordnung) und kurzzeitig Hinterlandkreis hieß.
Heute wird der Begriff „Hessisches Hinterland“ volkstümlich für die Teile des ehemaligen Kreises Biedenkopf verwendet, die 1974 im Landkreis Marburg-Biedenkopf aufgegangen sind (siehe Gegenwärtige Einordnung). Das Ederbergland wird somit nicht mehr dazu gezählt. 
Im Hinterland wird Hinterländer Platt gesprochen, allerdings meist nur noch von älteren einheimischen Bewohnern – mit abnehmender Tendenz.
Die eigentümliche traditionelle Hinterländer Tracht ist in der Mitte des 20. Jahrhunderts mit den letzten Trägerinnen ausgestorben.

## Geographie

### Name

#### Herkunft
Von der damaligen hessischen Haupt- und Residenzstadt Darmstadt aus gesehen lag die Region „ganz weit hinten“ und kam so zu der Bezeichnung „Hinterland“. Es gehörte zur hessen-darmstädtischen Provinz Oberhessen mit der Provinzhauptstadt Gießen, mit der es nur über einen ganz schmalen Gebietskorridor (ca. 500 m breit) verbunden war, und lag auch von da aus gesehen „hinten“, hinter dem Dünsberg.
Der 1832 neu gegründete Landkreis Biedenkopf wurde auch „Hinterlandkreis“ genannt. Das ist die erste Nennung des Namens.

#### Rezeption
Heute wird der Name unterschiedlich wahrgenommen: Vielerseits, besonders außerhalb des Hinterlandes, wird er mit Abgelegenheit oder Rückständigkeit, dem „Hinterwäldlerischen“, in Verbindung gesetzt. Gleichzeitig gibt es viele, die die Bezeichnung mit Stolz tragen, sie mit wirtschaftlichem Erfolg und Heimatgefühlen verbinden oder sie zumindest als neutral oder selbstverständlich erachten.

### Historische Einordnung
Über Jahrhunderte hat sich das Gebiet als abgeschlossenes Bauernland bis in die Zeiten der Weltkriege seinen Charakter bewahrt. Täler und Dörfer sind durch Berge und Wälder voneinander getrennt, so dass jedes Waldtal einen separaten kleinen Bezirk bildet. So konnten sich bis in die Mitte des 20. Jahrhunderts die örtlichen Besonderheiten in Tracht (Hinterländer Trachten), Sitte und Dialekt (Hinterländer Platt) besser erhalten als in den anderen Teilen Hessens.
Das historische Hinterland hatte einige Wasserscheiden mit wenigen Straßenverbindungen zu überwinden, reichte es doch von Bromskirchen an der nördlichen Grenze zum Sauerland über Flussabschnitte (Eder, obere Lahn und Salzböde) hinweg bis Naunheim bei Wetzlar im Süden – ein Gebiet, dem eine einheitliche, durchgängige und verbindende Straße fehlte.
In seiner größten Ausdehnung gehörten zum historischen Hinterland sechs Städte: Biedenkopf, Gladenbach, Breidenstein, Hatzfeld (Eder), Battenberg (Eder) und Königsberg in Hessen. Die ersten drei von ihnen werden heute noch zum Hinterland gezählt; Biedenkopf gilt als Hauptstadt und ist gleichzeitig die bevölkerungsreichste Stadt; Breidenstein hat seinen Status als Stadt inzwischen durch Eingemeindung verloren; Gladenbach hingegen erhielt ihn erst 1937.
Folgende Städte und Gemeinden (von Nord nach Süd geordnet) zählte man historisch zum Hinterland:
- Landkreis Waldeck-Frankenberg: Allendorf (Eder), Battenberg (Eder), Hatzfeld (Eder), Vöhl
- Landkreis Marburg-Biedenkopf: Biedenkopf, Breidenbach, Dautphetal, Steffenberg, Angelburg, Bad Endbach, Gladenbach ohne Weitershausen
- Lahn-Dill-Kreis: Simmersbach und Roth (heute Ortsteile der Gemeinde Eschenburg), Bischoffen (alle Ortsteile), der Stadtteil Waldgirmes der Gemeinde Lahnau, die heutigen Wetzlarer Stadtteile Naunheim und Hermannstein.
- Landkreis Gießen: Biebertal ohne Vetzberg

### Gegenwärtige Einordnung

Die Hinterland-Kommunen innerhalb des Landkreises Marburg-Biedenkopf

Durch die territorialen Veränderungen im 20. Jahrhundert haben sich auch die Definition und das Bild des Hinterlandes gewandelt. Die durch die Auflösung und verkleinerte Wiederherstellung des Landkreises Biedenkopf und die Hessische Gebietsreform an die Nachbarkreise Waldeck-Frankenberg und Lahn-Dill gelangten Gebiete orientierten sich zunehmend weg vom Hinterland und Biedenkopf, hin zu den Zentren in den neuen Landkreisen (Frankenberg, Dillenburg, Wetzlar und Gießen), sofern dies nicht schon vorher eingetreten war. Das führte dazu, dass sich auch die gängige Definition des Hinterlandes veränderte; betroffene Einwohner sahen sich nicht mehr als „Hinterländer“.
Hängengeblieben ist die Bezeichnung Hinterland schließlich an den Gemeinden des früheren Landkreises Biedenkopf, die Teil des neugebildeten Landkreises Marburg-Biedenkopf geworden sind. Dabei handelt es sich um die heutigen Großgemeinden Biedenkopf, Breidenbach, Dautphetal, Steffenberg, Angelburg, Bad Endbach (jeweils mit allen Ortsteilen) und Gladenbach (ohne Ortsteil Weitershausen). Diese werden in den Medien auch des Öfteren als Hinterland-Kommunen betitelt.
Demnach hat das Hinterland (Stand 30. Juni 2023) genau 59.967 Einwohner und eine Fläche von etwa 356,28 Quadratkilometern.

### Gebirge und Flüsse

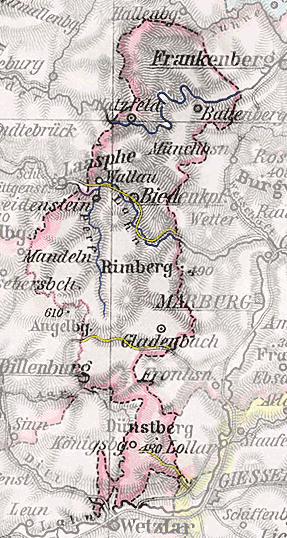
Der Kreis Biedenkopf 1905

Das Hinterland nach gegenwärtiger Definition liegt vollständig im Einzugsgebiet der Lahn und ist geprägt von Mittelgebirgslandschaften, die an der Sackpfeife (674 m ü. NHN) am nördlichen Rand ihre höchste Erhebung finden. Die wichtigsten Gewässer sind, neben der Lahn, die Salzböde, die den südlichen Teil um Gladenbach und Bad Endbach entwässert, sowie die Perf, deren Einzugsgebiet sich über den östlichen Teil um Breidenbach und Eisenhausen erstreckt. Kleinere wichtige Flüsse sind die Dautphe um Friedensdorf, Mornshausen und Holzhausen im mittel-westlichen Teil und Ohe und Allna im westlichen Teil bei Friebertshausen, Sinkershausen und Diedenshausen sowie der Engelbach im nördlichen Teil, der die vom restlichen Hinterland räumlich abgegrenzten Dörfer Dexbach und Engelbach über die Wetschaft entwässert.
Die nördliche Grenze des Hinterlandes bildet in etwa die Rhein-Weser-Wasserscheide in Form des Lützlergebirges, das durch mehrere Gebirgspässe überquert werden kann. Erwähnenswert ist hier der Eschborn bei etwa 492 m, über den die Bundesstraße 253 als (nach dem nahgelegenen Berg) „Sackpfeife“ genannte Passstraße das Hinterland und das Lahntal mit dem Tal der Eder verbindet. Parallel dazu verlaufen kleinere Passstraßen über das Lausfeld, zwischen Weifenbach und Lindenhof bei Hatzfeld sowie über die Wetterhöhe zwischen Biedenkopf und Engelbach.
Die südwestliche Grenze des Hinterlandes verläuft über die Wasserscheide von Aar und Salzböde auf dem nach der Zollbuche benannten Höhenzug, die den höchsten Punkt (399 m) der dort verlaufenden Passstraße (Bundesstraße 255) zwischen Weidenhausen und Oberweidbach darstellt. Weitere dort verlaufende Passstraßen sind die Landesstraße 3049 mit höchstem Punkt in Günterod bei etwa 415 m und die Kreisstraße 51 zwischen Erdhausen und Rodenhausen (370 m).

### Geologie
Naturräumlich gehört das Hinterland zum Gladenbacher Bergland (für Genaueres zu Gewässern und Bergen siehe dort); geologisch gehört es zum Ostteil des Rheinischen Schiefergebirges, dem sogenannten Hessischen Synklinorium, untergliedert in Dillmulde, Hörre-Zone und Lahnmulde (siehe hierzu auch Bad Endbach #Geologie).

### Klima
Klimatisch liegt das Hinterland im Grenzbereich der beiden Klimaräume Nordwest- und Südwestdeutschland, die sich im Bereich Mittelhessen trennen (Westerwald-Klima). Das heißt, es gibt sowohl maritime als auch festländische Einflüsse. Das Klima wird daher durch verhältnismäßig kühlere Sommer, aber auch nicht-alpine Wintertemperaturen gekennzeichnet. Die Lufttemperatur liegt im Mittel bei sechs bis sieben Grad Celsius, wobei Niederschläge von durchschnittlich 850 bis 1000 mm ganzjährig fallen.

## Geschichte

### Frühgeschichte

#### Das Hinterland als „Forschungslücke“
Das Gebiet des Hessischen Hinterlandes ist archäologisch gesehen, bis auf einzelne örtliche Ausnahmen, ein „weißer Fleck“. Infolge der nach 1866 wechselnden politischen / verwaltungstechnischen Zugehörigkeiten und damit verbundenen Zuständigkeiten der Ämter und Institutionen (in Darmstadt, Wiesbaden, Marburg) wurde das Gebiet bis heute, aus welchen Gründen auch immer, nicht systematisch archäologisch untersucht (Forschungslücke).
Aktuelle Funde aus der Hallstattzeit bei Bad Endbach, Siedlungsspuren und Eisenerzverhüttung
Im Ortsteil Endbach fand man bei Ausschachtungsarbeiten in den Jahren 2020/21 für eine neue Wohnbebauung am „Sonnenhang“ auf dem Gelände einer ehemaligen Gärtnerei deutliche Spuren von einem frühgeschichtlichen Wohnplatz, der ausgegraben und archäologisch untersucht wurde. Gefunden wurden hallstattzeitliche Siedlungsspuren (Eisenzeit, 7./6. Jh. v. Chr.) und Überreste einer Eisenerzverhüttung.

#### Älteste Orte in der Region
Der am frühsten erwähnte Ort im historischen und gegenwärtigen Hinterland ist das zwischen 750 und 779 ersterwähnte Dorf Rüchenbach, für das historische Hinterland gefolgt von Laisa mit Ersterwähnung 778 und Naunheim mit 779–783 und für das gegenwärtige gefolgt von Dautphe, ersterwähnt 791. Die wohl ältesten Orte der Region sind die ursprünglich auf „-phe“/„-fe“ oder „-na“/„-nahe“ endenden Orte, die wohl aus vorgermanischer Zeit stammen könnten, also Dautphe (Duduffe), Eifa (Yffe), Gönnern (Gindernahe) und Dieten (Diedena/Didinahe).

### Entstehung
Das „Hinterland“ entstand durch den Erbfolgestreit nach dem Tod Philipps I. des Großmütigen, als 1567 Hessen unter Philipps Söhnen in vier Landgrafschaften aufgeteilt wurde. Das Gebiet um Battenberg, Biedenkopf und Gladenbach (genauer gesagt die Ämter Königsberg, Blankenstein, Biedenkopf, Battenberg und Hatzfeld sowie die Enklave Vöhl) kamen zunächst an Hessen-Marburg. Das ehemals pfalzgräfliche Gebiet, das Amt Rodheim (Bieber), gelangte über die Herren von Merenberg im Erbgang an die Grafschaft Nassau und wurde 1585 von Hessen-Marburg gekauft. Nachdem die Marburger Landgrafenlinie 1604 bereits in der ersten Generation ausgestorben war, kam das Gebiet des Hinterlandes (später Kreis Biedenkopf) zunächst an Hessen-Kassel, dann jedoch 1627 an Hessen-Darmstadt. Auch nach den längeren und erbitterten Streitigkeiten während des Dreißigjährigen Krieges blieb es nach 1648 bei Hessen-Darmstadt (ab 1806 Großherzogtum Hessen).

### Entwicklung im 19. Jahrhundert

#### Verwaltungsreformen und Bezug zu Hessen-Darmstadt
Mit der Umsetzung einer neuen hessischen Gemeindeordnung entstanden 1821 auch neue Verwaltungseinheiten, Vorläufer der heutigen Großgemeinden, die aber nur bis 1848 Bestand hatten. Gladenbach wurde 1821 sogar Landratsbezirk, ging aber elf Jahre später im neu gegründeten Landkreis Biedenkopf auf, auch „Hinterlandkreis“ genannt.
Am 31. Juli 1848 wurden im Großherzogtum Hessen die Kreise und Landratsbezirke abgeschafft und durch „Regierungsbezirke“ ersetzt, wobei der bisherige Landkreis Biedenkopf im Regierungsbezirk Biedenkopf aufging. Bereits vier Jahre später, im Laufe der Reaktionsära, kehrte man aber zur alten Einteilung in Kreise zurück.
Wie zeitgenössische Quellen berichten, wurden Beamte, die sich in Darmstadt missliebig gemacht hatten, z. B. durch zu forsches Handeln und selbständiges Denken, oft ins Hinterland versetzt. Um 1850 schreibt z. B. ein Schriftsteller:

„Ein ordnungswidriger Diener wird aus der Residenz am Darm verbannt in das Hinterland, wo Fuchs und Eule einander gute Nacht sagen.“

#### Zugang nur durch 500 Meter breiten Gebietskorridor
Von 1815 bis 1866 lag das Hinterland eingezwängt zwischen der preußischen Provinz Westfalen (ehem. Kreis Siegen), dem Herzogtum Nassau (ehem. Dillkreis) im Westen und dem Kurfürstentum Hessen-Kassel (ehem. Landkreis Marburg) im Osten. Im Süden ließ der preußische Kreis Wetzlar zwischen seinem im Westen liegenden Hauptteil und seiner im Osten liegenden Exklave um Krofdorf-Gleiberg nur einen ca. 500 m breiten hessischen Korridor zwischen den preußischen Gemarkungen Kinzenbach (westlich) und Vetzberg (östlich) bei Heuchelheim offen.
Durch diesen „Schlauch“ führte auch die einzige direkte Nord-Süd-Straße aus dem Hinterland, der alte Westfalen-Weg, nach Gießen. (Dieser Trasse folgt heute ab der Zollbuche die L 3047.) Dies war bis 1854, als die Zollschranken mit Preußen aufgehoben wurden, die einzige zollfreie Verbindung des Hessischen Hinterlandes mit der oberhessischen Provinzhauptstadt Gießen und den anderen hessen-darmstädtischen Landesteilen, einschließlich der Landeshauptstadt Darmstadt.

#### Das Hinterland wird 1867 preußisch, die Hinterländer als „Muss-Preußen“

Hessen, 1900. Gelb: Oberhessen

Nach dem Sieg Preußens im Deutschen Krieg 1866 musste das Großherzogtum Hessen als Verbündeter Österreichs gemäß Artikel 14 des Friedensvertrages vom 3. September 1866 unter anderem die beiden Kreise Biedenkopf (die Ämter Battenberg, Biedenkopf, Blankenstein und Königsberg) und Vöhl (die Ämter Vöhl und Itter) an Preußen abtreten. Großherzog Ludwig entließ die bis dahin zur Provinz Oberhessen gehörenden Landesteile, u. a. das „Hessische Hinterland“, am 27. September 1866 aus dem hessischen Staatsverband.
Am 2. Februar 1867 wurde das Hinterland förmlich dem Königreich Preußen einverleibt. Die „Hinterländer“ nannten sich danach, wie auch die Bewohner anderer annektierter Gebiete, auch „Musspreußen“.
Am 4. Februar 1867 verlas der preußische Zivilkommissar auf dem Biedenkopfer Marktplatz das offizielle „Besitzergreifungspatent“ und versprach:

„Wir werden aus dem hessischen Hinterland ein preußisches Vorderland machen!“

Der Kreis Biedenkopf, das Hinterland, wurde 1867 zusammen mit dem ehemaligen Herzogtum Nassau in die neue preußische Provinz Hessen-Nassau, Regierungsbezirk Wiesbaden übernommen. Das Herzogtum Nassau und das Kurfürstentum Hessen-Kassel hatten beide auf Seiten Österreichs gestanden und wurden von Preußen annektiert. Aus dem Kurfürstentum Hessen-Kassel wurde der Regierungsbezirk Kassel.

#### Zuwachs im Süden – das „Pannkucheviertel“
1868 wurden dem Kreis Biedenkopf im Süden auch Orte des ehemaligen „Amtes Rodheim bei Gießen“ (Kreis Gießen) angeschlossen, und zwar die neun Gemeinden Bieber, Fellingshausen, Frankenbach, Hermannstein, Königsberg, Krumbach, Naunheim, Rodheim an der Bieber und Waldgirmes. Dieses Gebiet wurde von den übrigen Hinterländern, wegen der Form seiner Fläche, scherzhaft „Pannkucheviertel“ genannt. Deren Bewohner haben sich aber nie als Hinterländer betrachtet.

### Auflösung und verkleinerte Wiederherstellung
1932 wurde der Landkreis Biedenkopf aufgelöst und mit dem Dillkreis vereinigt. Wegen zu großer Proteste aus der Bevölkerung (mit den „Nassauern“ (Dillkreis) wollte man keinesfalls vereinigt werden) wurde er aber am 1. Oktober 1933 in verkleinerter Form wiederhergestellt. Dabei gingen das Gebiet des ehemaligen Amtes Battenberg und die 9 südlichen Ortschaften (das Pannkucheviertel) aus dem ehemaligen Kreis Gießen wieder verloren.
Danach blieb der Begriff „Hinterland“ am neuen, deutlich kleineren Landkreis Biedenkopf hängen.
1918 wurde aus dem Königreich Preußen der Freistaat Preußen, die Provinz Hessen-Nassau wurde am 1. April 1944 in die beiden Provinzen „Nassau“ und „Kurhessen“ geteilt. Der Landkreis Biedenkopf gehörte danach bis 1945 zur neuen preußischen Provinz Nassau, Regierungsbezirk Wiesbaden.

### Im und nach dem Zweiten Weltkrieg
Im Oktober und Dezember 1944 ereigneten sich die Fliegermorde im Hessischen Hinterland.
Nachdem am 28. März 1945 am späten Nachmittag Verbände der 3. US-Panzerdivision der 1. US-Armee Marburg eingenommen hatten, erfolgte am 29. März ab 17 Uhr die Besetzung Biedenkopfs.
Nach dem Zweiten Weltkrieg wurde das Hinterland – zur Amerikanischen Besatzungszone gehörig – ab dem 19. September 1945 Teil des neugebildeten Staates Groß-Hessen (ab Dezember 1946 Land Hessen).

### Eingliederung und Verhältnis zum Landkreis Marburg-Biedenkopf
Am 1. Juli 1974 wurde das Hinterland in Form des Landkreises Biedenkopf im Rahmen der Gebietsreform in Hessen mit dem Landkreis Marburg zum neuen Landkreis Marburg-Biedenkopf vereinigt. Für die daraus entstandene neue Definition des Hinterlandes siehe Abschnitt „Gegenwärtige Einordnung“. Naturräumlich gehören diese Gebiete zusammen, jedoch existieren auch einige Gegensätze. So kollidierte das Hinterland als Industrieregion mit dem stark landwirtschaftlich geprägten Marburger Raum, was besonders auf Hinterländer Seite zu Skepsis führte. So wird der Zusammenschluss im Nachgang eher als Zweckbündnis statt als Liebesheirat bezeichnet. Damals sprachen sich 33 der zu diesem Zeitpunkt 50 Gemeinden im Kreis Biedenkopf im Anhörungsverfahren zur Gebietsreform in ihrer Stellungnahme gegen die geplante Kreisreform aus. Lediglich drei Gemeinden stimmten dem vorgesehenen Zusammenschluss vorbehaltlos zu.
In der Folgezeit stabilisierte sich das Verhältnis aber zunehmend, die Vorbehalte beschränken sich heute auf kleinere Flachsereien. Der Konflikt flammte in geringerem Maße wieder auf, als 2013 im Landkreis im Rahmen der Kennzeichenliberalisierung das alte Kennzeichen BID des Altkreises Biedenkopf wieder eingeführt wurde.
Im Jahr 2006 wurde der Zweckverband Interkommunale Zusammenarbeit Hinterland gegründet. Dieser hat die Bezeichnung „Hinterland“ wieder zu einer öffentlich-institutionellen Bedeutung erhoben.

## Wirtschaft

### Erwerbstätigkeiten in der Vergangenheit

#### Wenig ertragreiche Böden
Die nicht sehr ertragreichen Böden im Hinterland zwangen die Bewohner in der Vergangenheit zu einem entbehrungsreichen Leben. Berichte aus den Jahren um 1800 sprechen von einem „ärmlichen Leben“ der Bevölkerung. Der Ertrag der Landwirtschaft lag im Hinterland etwa um die Hälfte niedriger als z. B. in der Wetterau. Nur beständige harte Arbeit konnte auf den kargen Böden und bei dem rauen Klima das tägliche Brot sichern und nur bei guter Ernte war es einer Familie möglich, den Jahresbedarf an Lebensmitteln zu decken. Hinzu kam die verbreitete Erbsitte der Realteilung, wodurch die landwirtschaftlichen Flächen immer kleiner wurden. Meist reichte es nur für das Nötigste.
Zusätzliche Erwerbsquellen waren notwendig, z. B. als Handwerker oder auswärts als „Pendler“. Daher war die Nebenerwerbslandwirtschaft (auch „Feierabendlandwirtschaft“ genannt) noch bis in die zweite Hälfte des 20. Jahrhunderts die vorherrschende Betriebsform der Landwirtschaft (siehe unten). Nur wenigen war es vergönnt, ausschließlich von der eigenen Landwirtschaft zu leben.

#### Nebenerwerbs-Landwirtschaft

Arbeiter-Bauernfamilie mit neun Kindern, 1913, Weidenhausen (Gladenbach), ehem. Amt Blankenstein

Aufgrund der durch die Realteilung relativ kleinen landwirtschaftlichen Nutzflächen der Landwirte konnte nur mit zusätzlicher Arbeit in den Industrie- und Handwerksbetrieben ein bescheidenes Leben für die Familien ermöglicht werden. Es entstand dadurch der Typus des Arbeiter-Bauern, des „Feierabend-Landwirts“, der nach seiner Tätigkeit im Handwerk oder der Industrie noch seine landwirtschaftlichen Arbeiten erledigen musste. Bis in die 1950er und 1960er Jahre hinein waren daher die Dörfer des Hinterlandes, insbesondere westlich der Linie Buchenau – Herzhausen – Mornshausen a.S., von den sogenannten „Kuh-Bauern“ mit ihrer Nebenerwerbs-Landwirtschaft geprägt.
Für die Kinder dieser Familien bedeutete dies ab einem gewissen Alter Mithilfe bei allen landwirtschaftlichen Arbeiten in Haus, Hof und bei der Feldbestellung. Dies galt insbesondere bei den Ernten, wie der Heu-, Getreide- und Kartoffelernte. Die Schulferien auf dem Land wurden ehemals so gelegt, dass die Kinder den Eltern dabei helfen konnten. Das war auch der ursprüngliche Grund für die Einführung dieser Schulferien. Man nannte sie auch so Heuferien, Getreideferien und Kartoffelferien. Das war Kinderarbeit.
Urlaub war für diese Familien und ihre Kinder ein Fremdwort. Urlaub machten Städter.
Die Arbeit in der oft kleinen Landwirtschaft zu Hause mussten die Frauen zusammen mit den jüngeren Kindern und, falls vorhanden, mit den Großeltern erledigen. Oberlehrer Flach aus Biedenkopf bemerkt noch 1903:

„Eine bemerkenswerte Eigentümlichkeit des Hinterlandes ist, dass in manchen Gegenden die Bestellung des Feldes fast ausschließlich, wie bei den Germanen, den Frauen obliegt, während die Männer ihrem Verdienst entweder in den Eisenhütten und Bergwerken oder in Westfalen (Siegerland) nachgehen. In den Orten kommt es einem vor, als befände man sich in einem Frauenstaate. Da sieht man kräftige Bäuerinnen mit fester Hand das Rindergespann beim Pflügen leiten; auch die sonstigen landwirtschaftlichen Arbeiten werden aufs Beste von Frauen ausgeführt. Der Fleiß der Hinterländer Frauen ist, nebenbei bemerkt, sprichwörtlich. Bei der Fahrt auf dem Heu- oder Holzwagen, bei Gängen aufs Feld, haben sie das Strickzeug in der Hand; ja Frauen, die Körbe auf dem Kopfe tragen, sieht man die Stricknadel mit Emsigkeit handhaben.“

#### Hochöfen, Hüttenwerke und Kleingewerbe

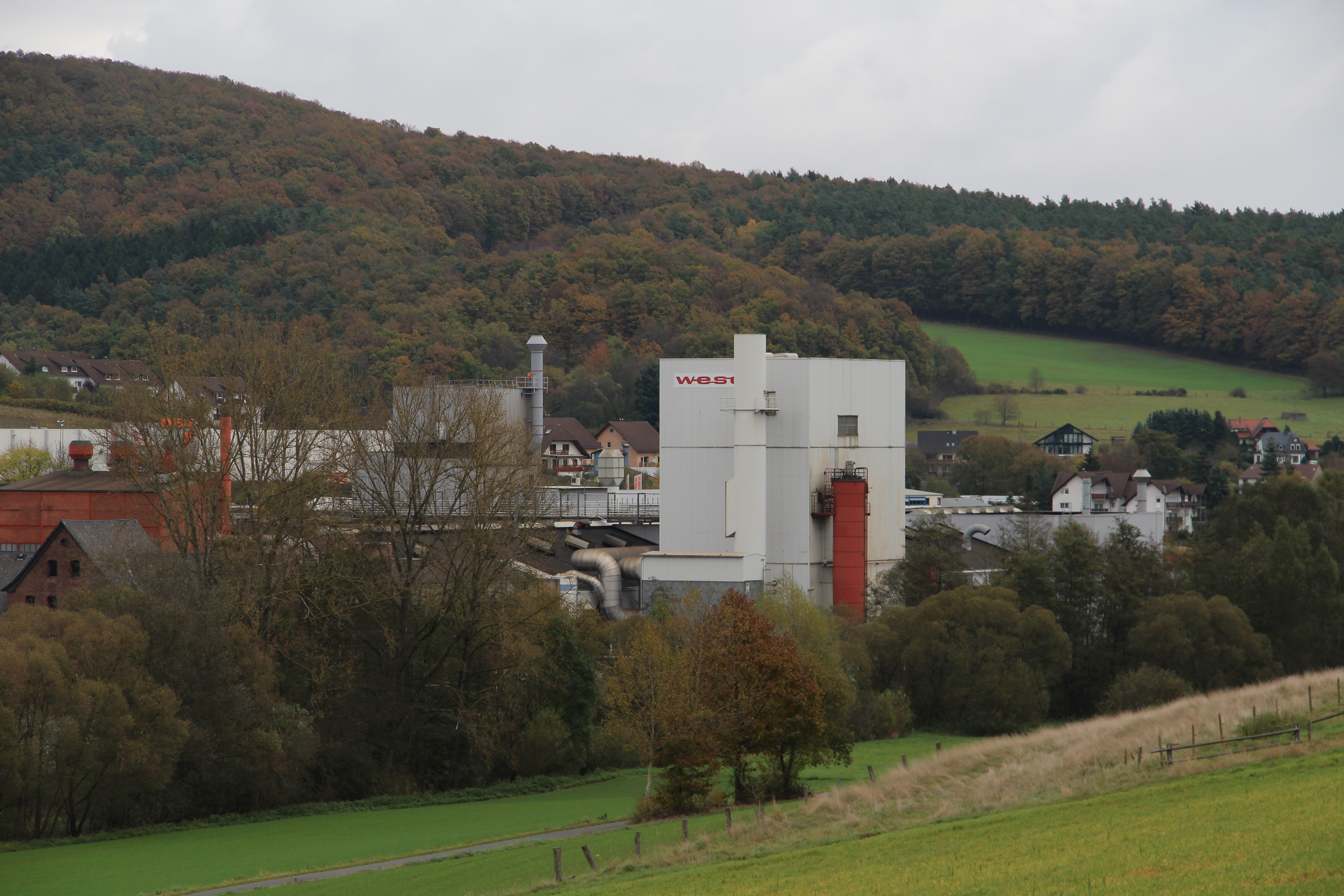
Die „Aurorahütte“ 2014, Erdhausen

Erst nachdem, neben der bereits seit 1521 nachweisbaren Ludwigshütte bei Biedenkopf (Hochofen seit 1608), die neuen Hüttenwerke Wilhelmshütte mit Hochofen bei Dautphe (1832–34), Justushütte in Weidenhausen, mit Hochofen (1835–37), Carlshütte bei Buchenau mit Hochofen (1844) und die Aurorahütte bei Erdhausen (1849) und andere kleinere Gewerbebetriebe (u. a. zwei Kupferhütten, eine Quecksilberhütte, eine Seifensiederei, eine Wollspinnerei, eine Zigarrenfabrik) ihre Produktion aufgenommen hatten, besserten sich die Erwerbsmöglichkeiten etwas.
Eisenhütten und Waldschmieden wurden bereits am Ende des 15. Jahrhunderts in Weidenhausen und Wommelshausen-Hütte (1496) nachgewiesen.
Erzbergbau
Der Erzbergbau und die Eisengewinnung hatten im Hinterland einst eine große Bedeutung und eine lange Tradition. Im Verlauf der Zeit (etwa ab dem 15. Jahrhundert) gab es insgesamt 556 Gruben, aus denen Eisen- (alleine 297), Kupfer-, Zink-, Nickel-, Mangan-, Silber- und Quecksilbererze gefördert wurden. Diese Tradition teilt sich das Hinterland mit der Nachbarregion im Dilltal und dem gesamten Lahn-Dill-Gebiet.

### Wanderarbeiter, Dienstboten und Wanderhändler

#### Hinterländer zogen weg
Die Hinterländer sind zu allen Zeiten weggegangen und fortgezogen, da es nur wenige anspruchsvolle Arbeitsplätze in der Nähe gab. Im vorindustriellen Zeitalter gingen die Jüngeren als Saison- und Wanderarbeiter (z. B. Knechte, Mägde, saisonal als Erntehelfer und Drescher, Dienstboten oder Wanderhändler) in die südlicheren Landesteile, u. a. in die Wetterau, in die Ballungszentren an Main und Rhein sowie in die Pfalz, etwa ab 1830 und später als Maurer oder Zimmerleute in die aufstrebenden Industriezentren an Sieg und Ruhr.
Mit 14 Jahren, gleich nach der Konfirmation, wurden viele Jungen mit zu den auswärts (im Siegerland und Ruhrgebiet) arbeitenden Maurerkolonnen genommen. Gleich nach Ostern machte man sich auf den Weg und blieb bis zu mehreren Monaten dort. Ihre Familien sahen sie nur zu Pfingsten, zur Haupterntezeit, im Spätherbst und nach Wintereinbruch.
Bei dem Kinderreichtum – oft fünf bis zehn Kinder pro Familie – und der geringen Verdienstmöglichkeit in der Umgebung war jede Familie froh, wenn sie einen „Esser“ weniger am Tisch hatte.
Die Mädchen mussten sich ebenfalls gleich nach der Konfirmation als Magd bei einem auswärtigen Bauern oder als Dienstmädchen in den Städten (z. B. Gießen, Marburg, Wetzlar, Dillenburg, Frankfurt, Wiesbaden), aber auch nach Siegen, Wuppertal und Solingen verdingen. Um ihre Zustimmung wurde in der Regel nicht gefragt. Bevorzugte Arbeitsstellen als Mägde waren die Marburger Gegend, der Raum Gießen und die Wetterau und hier besonders die großen landwirtschaftlichen Güter.
Über das, was manche Mädchen bei ihren Brotherren erleben oder erdulden mussten, wurde meist schamhaft geschwiegen.
Im oberen Perftal spezialisierten sich Wanderhändler auf den Handel mit Butter, Eiern und Geflügel. Sie kauften ihre Waren in der Umgebung und im angrenzenden Marburger Land auf und trugen sie in Kiepen und Körben bis nach Siegen. Dafür waren sie zwei Tage unterwegs. Später schafften sie sich für den Transport mit kleinen Wägelchen als Zugtiere Hunde oder auch Pferde an.
Lange Fußmärsche
Die nächsten Bahnhöfe lagen um die Mitte bis Ende des 19. Jahrhunderts in Marburg, Fronhausen (Lahn) und Dillenburg. Das erforderte lange Fußmärsche (zwischen 18 und 22 km).
Erst nach dem Bau der Eisenbahn von Marburg, Biedenkopf über Laasphe nach Siegen (1883 bis 1889), der Aar-Salzböde-Bahn zwischen Niederwalgern  und Herborn (Fertigstellung 1902) und der Scheldetalbahn (Bahnlinie Dillenburg–Wallau, 1896 bis 1911) kamen die Wanderarbeiter und das Dienstpersonal öfter nach Hause.

#### Drescher und Schnitterinnen

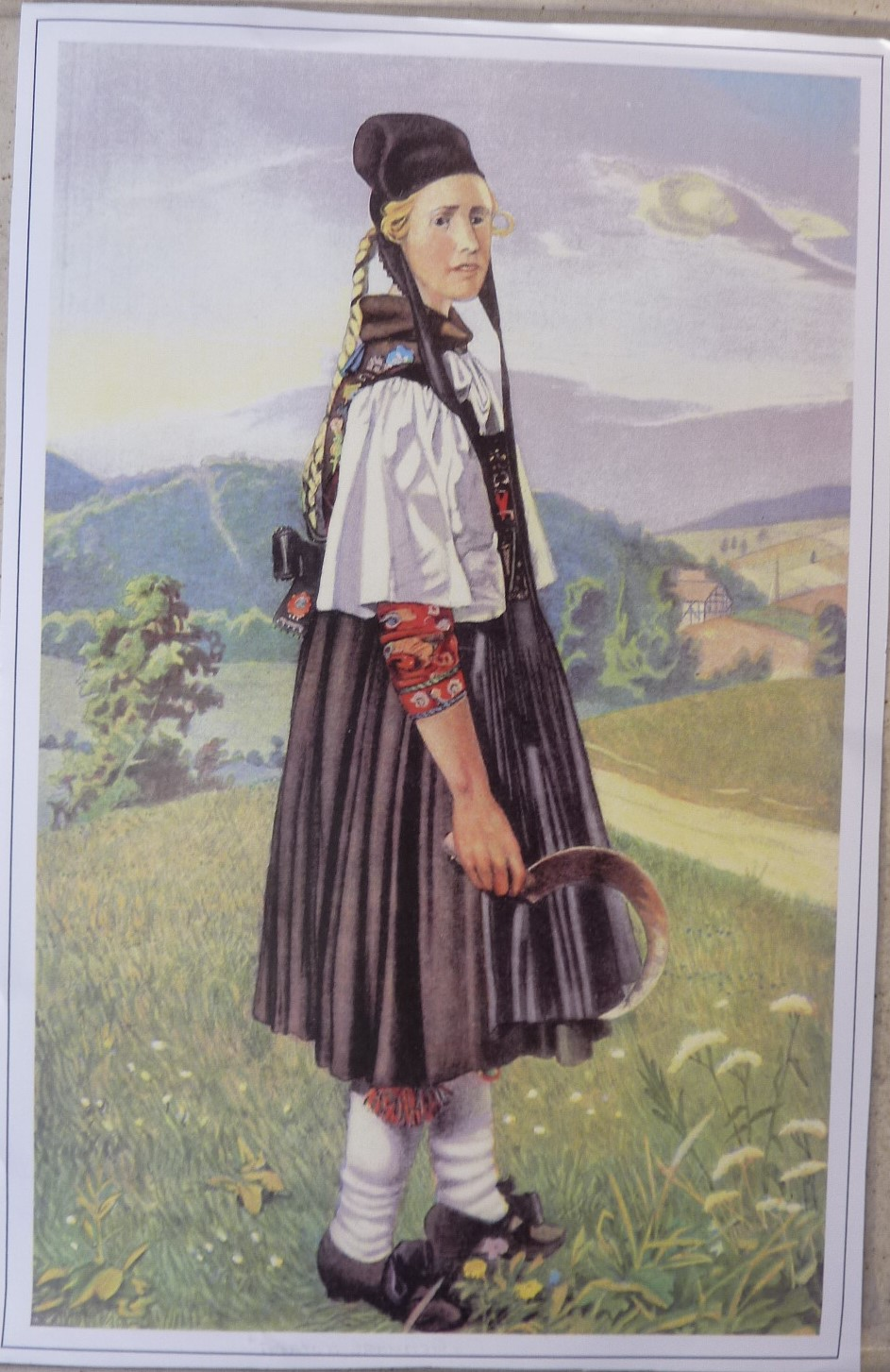
Schnitterin in sommerlicher Sonntagstracht mit Dellmutsche, Aquarell von Ferdinand Justi, 1881

Am 3. Juni 2007 wurde auf dem Marktplatz in Groß-Gerau das Denkmal der „Hessedrescher“ enthüllt, das den ehemaligen Wanderarbeitern, den Dreschern aus dem Hinterland, gewidmet ist.
Von der Mitte des 17. bis Ende des 19. Jahrhunderts und auch noch Anfang des 20. Jahrhunderts zogen junge Frauen und Mädchen aus dem Hinterland in die südlicher gelegenen hessen-darmstädtischen Regionen und verdingten sich als Erntehelferinnen, Schnitterinnen genannt. Die jungen Männer taten es ihnen gleich und gingen als Schnitter und im Herbst als Drescher in dieselbe Gegend und darüber hinaus bis in die Pfalz.
Auch hierzu schrieb Philipp E. Klippstein (Prof. der Universität Gießen) bereits in seinen 1779 erschienenen Mineralogischen Briefen über die Hinterländer u. a.:

„Zur Herbstzeit wandern sie aus, wie viele andere Bergvölker und besorgen in der Obergrafschaft Katzenellenbogen, der Pfalz, der Wetterau und anderen gesegneten Gegenden Ernte und Dreschen. Dabei genießen sie außer mitgebrachtem Käse nichts weiter als Brot und Wasser.
Hier arbeitet oft ein Bursche bei einem Bauern, der nicht den zwanzigsten Teil so viel Vermögen hat wie er. Denn diese Wanderungen sind nicht bloß Notwanderungen, auch Ehrbegierde, zu zeigen, dass Arbeitsamkeit, Mäßigkeit, Unerschrockenheit da sey, nebst Neugierde die Welt zu sehen, sind die Triebfedern.
Die bäuerlichen Schönen mischen sich ebenfalls in diese Angelegenheit. Jeder reisende Bursch erhält seinen Strauß, aber dem Reichsten macht es Anstand, eine Braut zu bekommen, wenn er nie im Dreschen war. Mädchen wandern ebenfalls zuweilen mit der Sichel in die Fremde und die Knechte halten sich beim Verdingen gemenglich die Erlaubnis aus, ins Dreschen gehen zu dürfen.“

Die abwandernden Burschen und Mädchen wurden an der „Heul-Eiche“, einer mächtigen Grenzeiche südlich der Gemeinde Wommelshausen, in der Nähe der Zollbuche, tränenreich verabschiedet – daher ihr Name.
Als um 1860 die ersten mechanischen Dreschmaschinen aufkamen, verloren die Erntehelferinnen und die Hessedrescher aus dem Hinterland weitgehend ihr Zubrot, nur noch zur Zuckerrübenernte wurden sie gebraucht. Die Mädchen gingen danach vermehrt als Dienstboten in die Städte; die Männer wurden Maurer und/oder zogen als ungelernte Arbeitskräfte von nun an in die aufstrebenden Industrieregionen an Sieg und Ruhr.

#### Strümpfestricken
Über die wirtschaftlichen Verhältnisse, Sitten und Gebräuche seiner Landsleute schreibt der aus Gladenbach stammende und zu seiner Zeit sehr bekannte Professor der Mineralogie in Gießen, Philipp E. Klippstein, in seinen Mineralogischen Briefen (1779) unter anderem:

„Unter dem hiesigen Landmann herrscht edelste Einfalt, Mäßigkeit und Arbeitsamkeit. Ackerbau will soviel nicht bedeuten, weil der Boden größtenteils bergig, schiefrig und die Witterung rauh ist. Desto besser ist die Viehzucht, vornehmlich die Schafzucht. Das Obergericht [heute Gemeinde Bad Endbach, ehemals Kirchspiel Hartenrod] im Amt Blankenstein, welches besonders das rauheste ist, konnte seine Bewohner fast gar nicht ernähren, wenn sie keinen Nebenverdienst zu schaffen wussten. Alles strickt hier wollene Strümpfe mit einer unbeschreiblichen Geschwindigkeit und einem Fleiß, der wenig seinesgleichen haben kann. In jedem Ort sind Strumpfträger, sie tragen dieses Product ins Klevische, Kölnische, Bergische, Pfälzische und andere Länder. Sie bringen dafür jährlich gegen 1200 bis 1500 Gulden zurück.“

Strumpfstrickerin, Aquarell von Ferdinand Justi, 1881

In der Statistisch-topographisch-historische Beschreibung des Großherzogthums Hessen wird 1830 z. B. über Wommelshausen berichtet :

„Wommelshausen (L. Bez. Gladenbach) evangel. Filialdorf; liegt in einer rauhen Gegend, 1 1⁄2 St. von Gladenbach, hat 45 Häuser und 269 Einwohner, die alle evangelisch sind. Man findet 3 Mahlmühlen, mit welchen 1 Oelmühle verbunden ist, und die Einwohner beschäftigen sich sehr stark mit dem Stricken und Verkaufe von Strümpfen. Dieser Gewerbszweig, der hier so wie auch zu Römershausen, Dernbach, Schlierbach, Hartenrod, Endbach und Günterod getrieben wird, und der dortigen armen Gegend vieles Geld zuführt, ist wahrhaft bedeutend; denn die durch den unausgesetzten Fleiß der Bewohner geschaffene Waaren werden von einheimischen Handelsleuten aufgekauft, sofort auf die Messen und Märkte zu Frankfurt, Offenbach, Aschaffenburg, Mainz, Darmstadt, Worms, Manheim etc. gebracht, größtentheils aber auf Jahrmärkten, so wie durch Hausirhandel im Inland, in den Preussischen, Bairischen und Badischen Staaten untergebracht. Dieser wichtige Industriezweig verdient um so mehr der besondern Pflege des Staats empfohlen zu werden, als die Stockung desselben die Einwohner der genannten Orte bettelarm machen würde. Zu Wommelshausen gehört die sogenannte Hütte, welche 5 Minuten davon entfernt liegt. Im Jahr 1660 wurden hier Eisensteine gebrochen. Auch Kupfererze wurden früher hier gewonnen. Der Ort gehörte im 15. Jahrhundert zum Gladenbacher Kirchengebiet.“

Wanderhändler, „Strumpfmänner“
Wanderhändler, „Strumpfmänner“ genannt, kauften im Herbst die Strickwaren auf und vertrieben sie von Haus zu Haus (Hausierhandel). Die Strickwarenhändler aus dem Hinterland beschickten mit ihren Produkten (Strümpfe, Handschuhe, Kamisole (Westen)) auch die Wollmärkte in Mainz, Worms, Mannheim, Speyer und Heidelberg. Grundlage des Strickens war die im Hinterland sehr gepflegte und umfangreiche Schafzucht im 18. und 19. Jahrhundert. Eine Aufstellung der Kreisverwaltung Biedenkopf aus den Jahren 1850 bis 1865 führt unter dem nichtzünftigen Gewerbe u. a. auf: 15 Strumpfhändler und 117 Hausierer. Dadurch hat sich im Hinterland, insbesondere im südwestlichen Teil, bis nach dem Zweiten Weltkrieg in manchen Orten die Tradition des Hausierhandels erhalten.
In einer Denkschrift aus dem Jahr 1847 zum Bau einer Eisenbahn vom Lahntal ins Ruhrgebiet steht:

„Die unfruchtbare Gegend bietet in dem hochgelegenen Gebirgsland ihren Bewohnern, einem fleißigen, genügsamem Menschenschlag, nicht das tägliche Brot, kaum soviel Kartoffeln, um ein kümmerliches Leben zu fristen. Die bestehende Not wird noch durch die steigende Bevölkerungszahl und erhöhte Lebensmittelpreise erhöht. Nur mit Hilfe der Eisenbahn könnte man die natürlichen Quellen des Hinterlandes (Bergbau und die neuen Hüttenwerke) erschließen und der Armut der Bevölkerung begegnen.“

### Historische Erbteilung
Im Hinterland (Kreis Biedenkopf) gab es ehemals drei Erbsittengebiete. Westlich einer Linie Katzenbach, Eckelshausen, Wolfgruben, Silberg, Hommertshausen, Mornshausen a. D. und Holzhausen galt für das Vererben von Haus und Grundstücken die „Freiteilbarkeit“, d. h. Alleinerbe oder Realteilung. Das galt auch in Bischoffen, Ober- und Niederweidbach, Roßbach und Wilsbach. Östlich der zuvor genannten Linie war das Anerbenrecht in Gebrauch, ebenso im „Untergericht“ des ehemaligen Amtes Blankenstein (heute Gemeinde Gladenbach). Das ehemalige „Obergericht“ des Amtes Blankenstein (heute Gemeinde Bad Endbach), das alte Kirchspiel Hartenrod, war ein „Mischgebiet“, hier wurde bei Grundbesitz über 5 ha das Anerbenrecht angewandt, darunter meist die Realteilung. Diese Erbsitte war auch in den Ortschaften Dexbach und Engelbach üblich.

## Infrastruktur und Verkehr

### Altstraßen

#### Fernhandelsstraße Leipzig–Köln–Aachen–Antwerpen
Eine der bedeutendsten mittelalterlichen Ost-West-Handelsstraßen auf den längeren Wasserscheiden durch das Hinterland war die Brabanter Straße, auch „Leipzig-Kölner Messe-Straße“ oder „Siegener Landstraße“ genannt, die bereits 1255 als „strata publica“ (öffentliche Straße) in Urkunden auftaucht. Sie verband Antwerpen im ehemaligen Herzogtum Brabant, im heutigen Belgien, über Aachen, die Messestadt Köln weiter über Siegen, Angelburg (Berg), Bottenhorner Hochflächen, Rachelshausen, Marburg, Erfurt mit der Messestadt Leipzig. Auf dieser mittelalterlichen Fernstraße (Blütezeit 14. bis Anfang 15. Jahrhundert) wurde ein Großteil des Ost-West-Handels, vor allem mit Eisenwaren aus dem nördlichen Lahn-Dill-Gebiet und aus dem Siegerland sowie mit Tüchern aus Brabant und Pelzen aus Leipzig, abgewickelt.

#### Heerstraße, Herborner Hohe Straße und Diebspfad

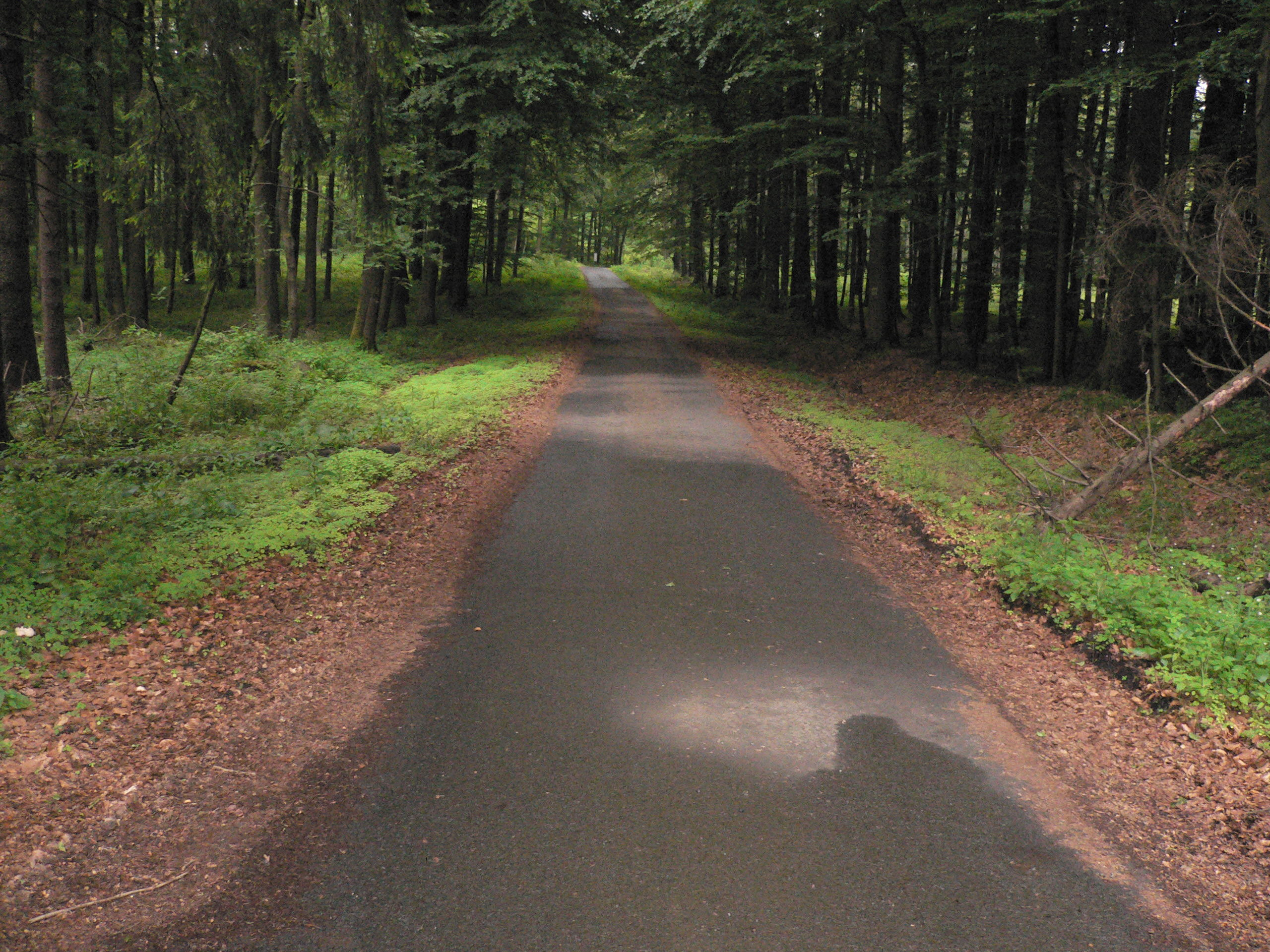
Herborner Hohe Straße, Abschnitt zwischen Angelburg und den Wilhelmsteinen; war vom Hochmittelalter bis 1875 in Gebrauch, heute Forststraße, für den öffentlichen Verkehr gesperrt

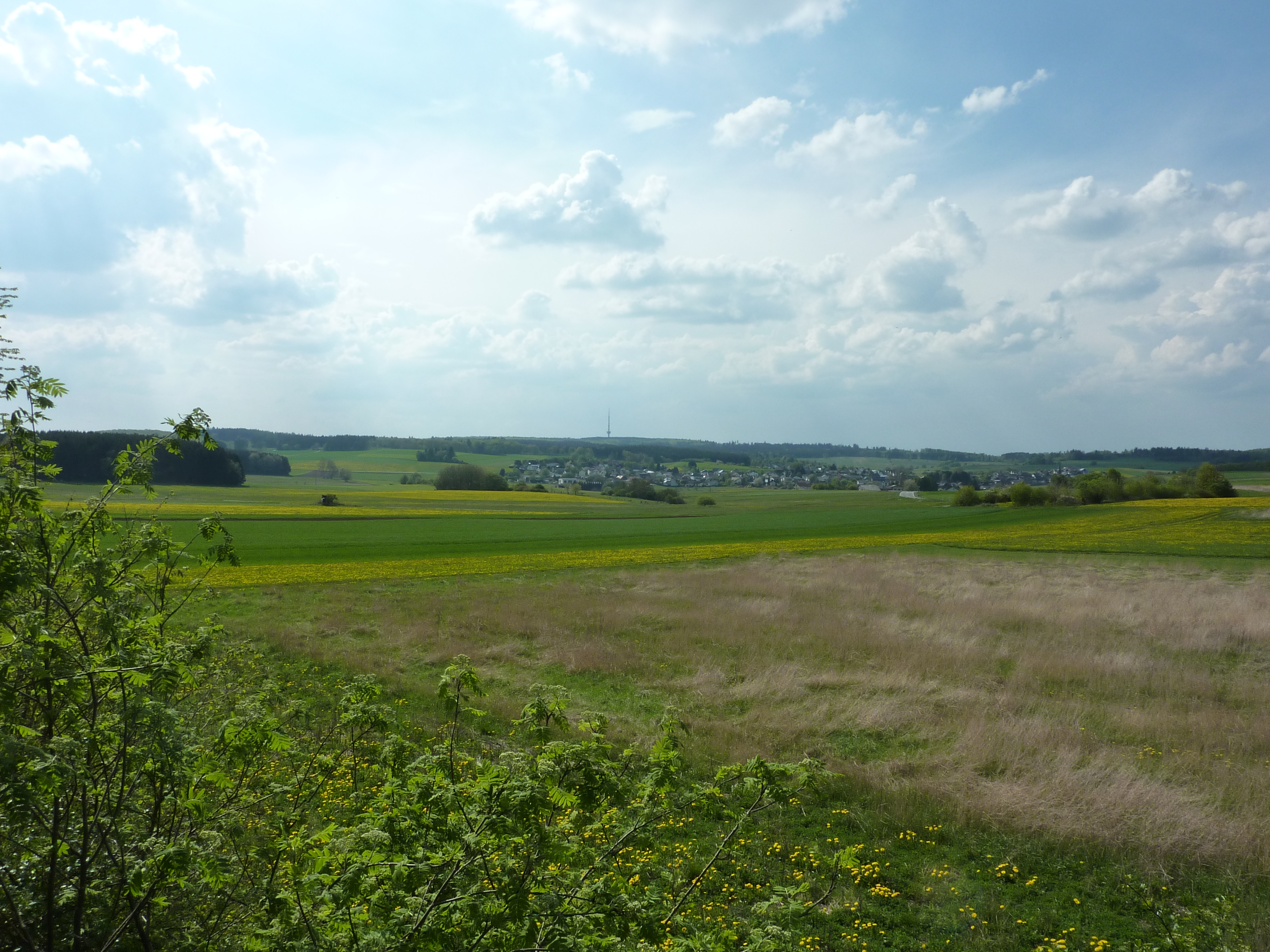
Blick aus Süd-Ost über die Bottenhorner Hochflächen

Oberhalb von Rachelshausen, auf der Haus (Fln.), zweigte von der „Brabanter Straße“ die auf der Wasserscheide zwischen Perf und Dautphe nach Norden verlaufende „Heerstraße“ ab, ein frühmittelalterlicher bedeutender Höhenweg. Sie vereinigte sich zwischen Quotshausen und Silberg mit der vom Kreuzungspunkt beim Berg Angelburg im Schelder Wald auf der Wasserscheide zwischen Perf und Gansbach herkommenden Herborner Hohen Straße und verlief weiter westlich an Eckelshausen vorbei in Richtung Sackpfeife und weiter nordwärts über Paderborn bis Bremen.
Die „Heerstraße“ soll der Sage nach bereits im 8. Jahrhundert den Franken als Aufmarsch- und Rückzugstraße bei ihren Feldzügen gegen die Sachsen gedient haben. Dabei soll sich das fränkische Heer vor der Schlacht 778 bei Laisa und Battenfeld auf den Bottenhorner Hochflächen versammelt haben.
Die „Herborner Hohe Straße“ war bis Anfang der 1870er Jahre in Gebrauch. Erst nachdem 1871 bis 1875 die neue Landstraße von Niederscheld über Lixfeld nach Breidenbach fertiggestellt war, verlor sie ihre jahrhundertealte Bedeutung. Heute wird sie als Forststraße genutzt.
Bei der Sackpfeife kreuzte sich die „Heerstraße“ mit dem „Salzweg“, auch „Diebspfad“ genannt. Der „Salzweg“/„Diebspfad“ war ein bedeutender mittelalterlicher Handelsweg (Querweg), der über das Lützlergebirge zog, die Wasserscheide zwischen Lahn und Eder.
Westfalenweg
Nahezu vergessen ist heute der sogenannte „Westfalenweg“, der aus dem Raum Gießen kommend am Dünsberg vorbei verlief, etwa der heutigen L 3047 folgend bis zur Zollbuche, um dann über Günterod westlich an Hartenrod und Schlierbach vorbei in den Knotenpunkt der alten Fernstraßen an der Angelburg im Schelder Wald einzumünden. Über seine nördliche Fortsetzung (Heerstraße) konnte man über Paderborn bis Bremen gelangen.
Man vermutet, dass dieser Höhenweg schon in vor- und frühgeschichtlicher Zeit von Bedeutung war. Die Trasse des Westfalenweges verband einst das keltische Oppidum auf dem Dünsberg direkt mit dem vermuteten überregionalen vorchristlichen Naturheiligtum Wilhelmsteine im Schelder Wald in der Nähe der Angelburg und der dortigen keltischen Siedlung.
Der Weg weist eine typische mittelalterliche Streckenführung auf. Seine Trasse verläuft siedlungsfern auf der Lahn-Dill- bzw. Aar-Salzböde-Wasserscheide. Ab der Zollbuche wird auch heute auf dem ca. 35 km langen Wegstück der L 3047 bis Gießen nur die Ortschaft Frankenbach durchquert. Dieser Weg bot jahrhundertelang (bis 1854) die einzige Möglichkeit, Waren zollfrei aus dem Hinterland in die Provinzhauptstadt Gießen bzw. nach Darmstadt zu bringen. Bis auf eine kurze Strecke am heutigen Gasthaus „Eiserne Hand“, das zur Grafschaft Solms gehörte, mit der Hessen ein Zollabkommen hatte, verlief der Weg ausschließlich auf hessisch-darmstädtischem Gebiet.
Diesen Weg benutzten u. a. die Strumpfhändler, Erntehelfer, Schnitterinnen, Drescher und Dienstboten aus dem Hinterland, wenn sie zu ihrer Kundschaft bzw. zu ihren Arbeitsstellen in den südlich gelegenen Landesteilen gingen, sowie auch Soldaten zu den Kasernen in Gießen und Darmstadt.

### Neuere Straßen und Wege
Wegen der meist quer verlaufenden Höhenzüge und Täler gab es keine durchgängige, überregionale verbindende Straße. Das Hinterland konnte daher nie zu einer echten Einheit zusammenwachsen.

#### Unvollkommener Nord-Süd-Weg
Im Gegensatz zu zahlreichen West-Ost-Wegen bestand nur eine unvollkommene Nord-Süd-Strecke mit folgendem Verlauf: Perftal, Bottenhorn, Hülshof, Wommelshausen, Ortsteil Hütte, „Heul-Eiche“, Zollbuche und weiter nach Gießen, der Provinzhauptstadt der hessen-darmstädtischen Provinz Oberhessen. Ab der Zollbuche folgte der Weg der Trasse des Westfalenweges (heute L 3047), wie diese vermutlich sehr alte Wegführung im Raum Gießen genannt wurde. In diesen Weg mündete südlich von Weidenhausen in Höhe Oberweidbach die „Alte Schneeberger Landstraße“ ein, die aus Richtung Runzhausen, Gladenbach, Erdhausen und Weidenhausen herkam.

#### Erste Kunststraße
Erst zwischen 1817 und 1825 wurde die erste Kunststraße im Hinterland gebaut, und zwar die Straße von Biedenkopf über Dautphe, Runzhausen, Gladenbach, Erdhausen, Weidenhausen zur Zollbuche. Sie ersetzte ab Weidenhausen die Wegführung über die Alte Schneeberger Landstraße. Die Wegstrecke von der Zollbuche bis nach Gießen (heute L 3047) wurde in den folgenden Jahren ausgebaut; sie war bereits in napoleonischer Zeit (etwa zwischen 1806 und 1810) streckenweise chaussiert worden und verlief weitgehend auf hessisch-darmstädtischem Gebiet. In Höhe des ehemaligen Rasthauses / Gasthauses „Eiserne Hand“ querte der Weg auf einer Länge von knapp einem Kilometer das Gebiet der ehemaligen Grafschaft Solms, mit der ein Abkommen bestand.

#### Heutige überregionale Straßen
Durch das heutige Hinterland verlaufen vier Bundesstraßen. Eine der wichtigsten Straßen ist die in nordost-südwestlicher Richtung verlaufende Bundesstraße 253, die das historisch-hinterländische Gebiet um Battenberg mit der Hauptstadt Biedenkopf und den Grenzorten (Simmersbach/Oberdieten) im Südwesten verbindet. Im Süden quert die Bundesstraße 255 über die Zollbuche das Hinterland. Nur kurz durchkreuzt wird das Hinterland durch die Bundesstraße 62 im oberen Lahntal, die sich einen Teil der Strecke mit erstgenannter Straße teilt.
Eine Autobahn passiert das Hinterland nicht, die am nächsten gelegene ist die „Sauerlandlinie“ A 45 im Bereich Dillenburg. Planungen, einen Lückenschluss der A 4 durch das Hinterland zu führen, wurden zwischenzeitlich wieder verworfen.

### Eisenbahn

#### Realisierte Bahnstrecken und bedeutende Bahnhöfe
Das heutige Hinterland wurde in der Blütezeit von drei Eisenbahnstrecken durchquert. Dabei handelte es sich im Norden um die Obere Lahntalbahn Marburg – Erndtebrück (im Hinterland zwischen Buchenau und Wallau; Ost-West-Richtung), im westlichen Teil um die Scheldetalbahn Wallau (Lahn) – Dillenburg (im Hinterland zwischen Wallau und Lixfeld; Nord-Süd-Richtung) sowie um die Aar-Salzböde-Bahn Niederwalgern – Herborn im südlichen Teil (im Hinterland zwischen Mornshausen a. S. und Hartenrod; Ost-West-Richtung).
Davon bis heute in Betrieb ist lediglich die Obere Lahntalbahn sowie ein kleiner Abschnitt der Scheldetalbahn entlang des Perfstausees, zwischen Wallau und Wiesenbach; letzterer nur noch für den Güterverkehr. Größere Bahnhöfe gibt sowie gab es in Biedenkopf und in Friedensdorf sowie in Gladenbach. Der Bahnhof in Wallau war als einziger Grenz- und Trennungsbahnhof im Hinterland einer der bedeutendsten der Region mit umfangreichen Gleisanlagen, ist jedoch seit der Stilllegung der abzweigenden Scheldetalbahn zu einem einfachen Haltepunkt zurückgebaut worden. Über die Reaktivierung eines Teilabschnitts der Aar-Salzböde-Bahn durch das südliche Hinterland als Salzbödetalbahn wird inzwischen wieder diskutiert.
Spricht man vom historischen Hinterland, lassen sich zu den realisierten Bahnstrecken im Norden noch die Obere Edertalbahn Allendorf (Eder) – Bad Berleburg und die Ruhr-Eder-Bahn Frankenberg (Eder) – Nuttlar hinzufügen, die dieses zwischen Allendorf und Hatzfeld (Eder) bzw. zwischen Rennertehausen und Bromskirchen durchquerten und von diesen heute noch der gemeinsame Abschnitt Frankenberg – Battenberg (Eder) für den Gütertransport in Betrieb ist. Im Süden wurde das ebenfalls historisch zum Hinterland gehörige „Pannkucheviertel“ kurz von der Dillstrecke und der Biebertalbahn passiert.

#### Ehemals geplante Bahnstrecken

##### Gießen – Gladenbach – Bottenhorn – Biedenkopf
Erstmals im Jahr 1847 begründete der kurhessische Oberingenieur Splingard in einer Denkschrift den Bau einer Eisenbahn vom Lahntal zum Ruhrgebiet. Eine Zweigbahn sollte dabei von Gießen über Gladenbach nach Biedenkopf verlaufen.
Im Jahr 1850 plante die „Bergisch-Märkische Eisenbahngesellschaft“ einen Bahnbau von Altenhundem (Westfalen) über Laasphe und Bottenhorn nach Gießen. Die Ausführung scheiterte wohl vor allem am massiven Widerstand der Bottenhorner Gemeindeväter. Sie fürchteten unter anderem, dass mit der Bahn auch „viel fremdes Volk“ käme.

##### Wetzlar – Gladenbach – Biedenkopf – Berleburg
Seit 1866 gab es neue Pläne der großherzoglich-hessischen und preußischen Regierungen zum Bau einer Verbindung zwischen dem Süden und dem Norden des Hinterlandes („Hinterlandbahn“). Im Jahr 1912 wurde schließlich eine Denkschrift verfasst, die die Wichtigkeit einer solchen Verbindung herausstellte. Dabei sollte der erste Abschnitt von Wetzlar zur Aar-Salzböde-Bahn nach Weidenhausen reichen. Im mittleren Abschnitt war ein Abzweig von dieser in Gladenbach vorgesehen, um nach Friedensdorf zur Bahnstrecke Kreuztal–Cölbe (Obere Lahntalbahn) zu gelangen und dort entlang bis nach Biedenkopf, wo der nördliche Abschnitt in Richtung der Bahnstrecke Bad Berleburg–Allendorf (Obere Edertalbahn) abzweigen sollte. Diese Verbindung wäre für das gesamte Hinterland bzw. für die Entwicklung des Kreises Biedenkopf von großer Bedeutung gewesen; weitere Vorbereitungen wurden bereits getroffen. Die Ausführung des Planes scheiterte aber durch den Beginn des Ersten Weltkriegs.

##### Gießen – Fellingshausen – Gladenbach
Auch Vorarbeiten für eine Streckenführung von Gießen über Rodheim und Fellingshausen nach Gladenbach wurden 1911 im Auftrag der Bürgermeisterei Gießen von einem zivilen Eisenbahn-Ingenieur angefertigt. Über dieses Vorstadium hinaus wurde die Planung nicht weiter verfolgt, weil es nicht genügend Befürworter gab. Auch die an der geplanten Strecke liegenden Gemeinden gaben sich zögerlich bis ablehnend. Die Gegner dieser Bahnlinie hatten schon im Vorfeld unsachlich argumentiert, „… dass zum Transportgut der Hinterlandbahn überwiegend Ginster, Schwarzdorn und Disteln gehören werden.“

##### Hartenrod – Dernbach – Bottenhorn – Niedereisenhausen
Außer diesen vorgenannten Streckenführungen gab es vor 1912 baureife Planungen für eine Querverbindung vom Salzbödetal zum Perftal (Verbindung Aar-Salzböde-Bahn/Scheldetalbahn) von Hartenrod über Wommelshausen – Dernbach – Bottenhorn – Steinperf – Obereisenhausen – Niedereisenhausen. Die Grunderwerbsphase war schon angelaufen. Der Erste Weltkrieg machte diese Planung hinfällig.

##### Hartenrod – Dernbach – Holzhausen – Friedensdorf
Eine weitere Variante sah einen Abzweig vor, der vom Bahnhof Hartenrod aus nördlich an Wommelshausen vorbei in Richtung Dernbach (wie vor) und dann weiter über Holzhausen a.H. und Mornshausen a. D. nach Friedensdorf zur Oberen Lahntalbahn führte. Zwischen Dernbach und Holzhausen war ein Tunnel geplant. Für Vermessungsarbeiten hatte man die Trasse bereits abgesteckt. Diese Variante wurde nach dem Ersten Weltkrieg nochmals aufgegriffen, aber auch nicht verwirklicht.

### Öffentlicher Nahverkehr
Der öffentliche Personennahverkehr im Hinterland ist in den Rhein-Main-Verkehrsverbund (RMV) eingebunden und wird durch den Regionalen Nahverkehrsverband Marburg-Biedenkopf (RNV) organisiert.

#### Busnahverkehr
Das Hinterland verfügt über ein dreigliedriges Busnetz, das zwischen Express-, Regional- und Lokalbuslinien unterscheidet und die Städte und Dörfer untereinander und mit dem Umland verbindet. Neben einigen wenigen Lokalbuslinien mit Taktverkehr und solchen mit einzelnen Fahrten sowie Rufbusverkehr durchqueren das Hinterland folgende Express- und Regionalbuslinien:
- X37: Gladenbach–Weidenhausen–Niederweidbach–Bischoffen–Offenbach–Herborn (Expressbus)
- X38: Gladenbach–Niederweimar–Marburg (Expressbus)
- X40: Gladenbach–Dautphe–Biedenkopf (Expressbus)
- X41: Dillenburg–Eibelshausen–Breidenbach–Wallau–Biedenkopf (Expressbus)
- 383: Schlierbach–Hartenrod–Bad Endbach–Weidenhausen–Gladenbach–Lohra–Niederweimar–Marburg
- 481: Wallau–Biedenkopf–Buchenau–Sterzhausen–Marburg
- 491: Dillenburg–Gönnern–Niedereisenhausen–Breidenbach–Wallau–Biedenkopf

#### Schienennahverkehr
Auf der erwähnten Bahnstrecke (Obere Lahntalbahn) verkehrt gegenwärtig folgende Regionalbahnlinie:
- RB 94: Erndtebrück–Bad Laasphe–Wallau–Biedenkopf–Friedensdorf–Buchenau–Sterzhausen–Marburg

### Justiz

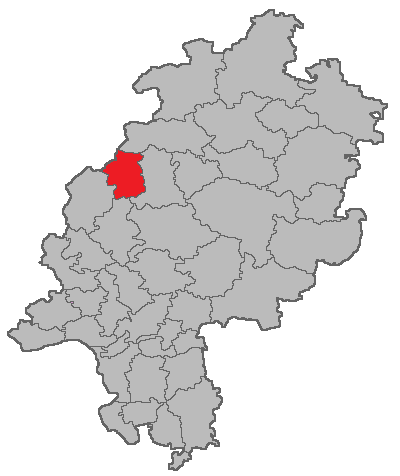
Lage des Amtsgerichtsbezirks Biedenkopf, der die sieben Hinterland-Kommunen umfasst, innerhalb Hessens

Das gegenwärtige Hinterland gehört vollständig zum Gerichtsbezirk des Amtsgerichts Biedenkopf, das instanziell dem Landgericht Marburg untergeordnet ist. Bis 1968 zudem war das Amtsgericht Gladenbach eigenständig, anschließend wurde es eine Zweigstelle des Amtsgerichts Biedenkopf.

### Bildung
Die Technische Hochschule Mittelhessen betreibt im Rahmen des dualen Hochschulstudiums Studium Plus eine Außenstelle mit sechs Hörsälen in Biedenkopf, die mit den Beruflichen Schulen Biedenkopf in einem Gebäudekomplex untergebracht sind.
Weiterführende Schulen sind die Europaschule in Gladenbach (Gesamtschule) und die Mittelpunktschulen in Dautphe und Hartenrod sowie die Verbund-Realschule Hinterlandschule mit Standorten in Biedenkopf, Breidenbach und Eisenhausen und das Gymnasium Lahntalschule in Biedenkopf.
Zudem gibt es drei Förderschulen: die Burgbergschule in Friedensdorf, die Hilda-Heinemann-Schule in Hommertshausen und die Otfried-Preußler-Schule in Weidenhausen.
Grundschulen gibt es in Biedenkopf, Wallau, Breidenstein, Oberdieten, Wolzhausen, Niedereisenhausen, Gönnern, Lixfeld, Bottenhorn, Holzhausen, Dautphe, Buchenau, Mornshausen a. S., Weidenhausen, Gladenbach und Bad Endbach.

## Kultur

### Hinterländer Trachten

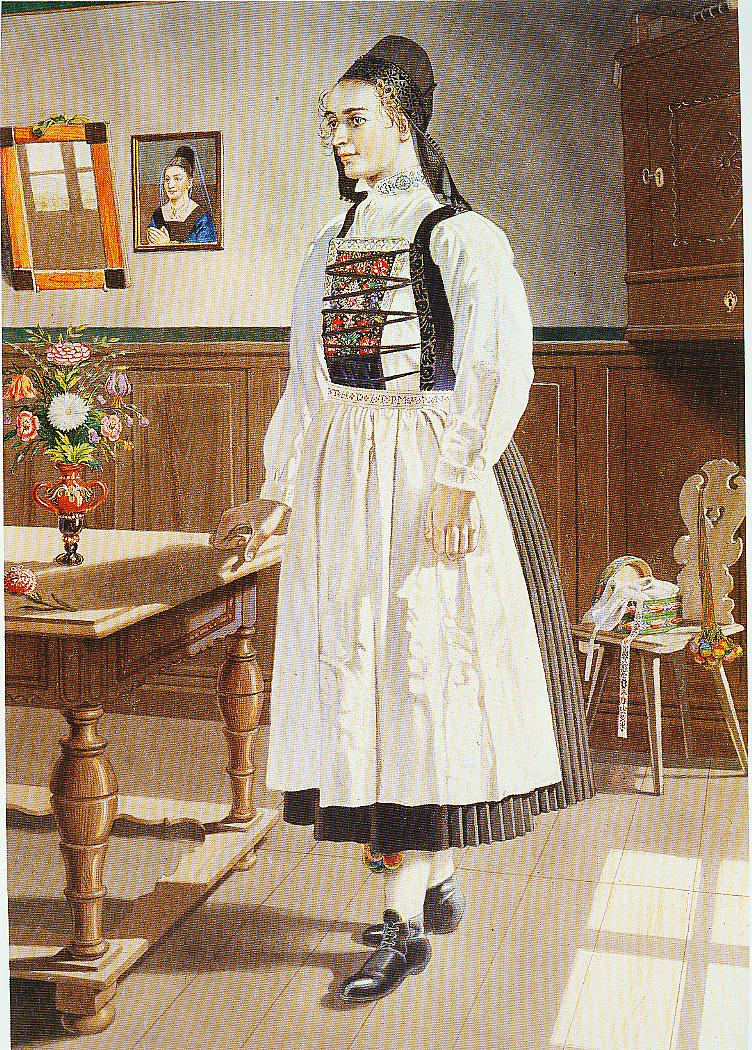
Kirmestracht aus Steinperf, Aquarell von Ferdinand Justi 1881

Das Hinterland war lange Zeit geprägt von Trachten tragenden Frauen. Bis weit in die 1980/1990er Jahre trugen noch manche ältere Frauen in den einzelnen Orten die Hinterländer Frauentracht, die es in fünf verschiedenen Ausprägungen gab. Innerhalb dieser Ausprägungen unterschieden sich die einzelnen Trachten wiederum von Dorf zu Dorf. Die alte Hinterländer Frauentracht ist inzwischen ausgestorben. Hingegen kann man noch ganz vereinzelt in den Dörfern bei älteren Frauen die jüngere Form der evangelischen Marburger Tracht antreffen. Von Osten, aus dem Marburger Raum kommend, setzte sich diese Tracht mit ihren bunten leichteren Stoffen und moderneren Formen ab Ende des 19. Jahrhunderts immer mehr durch und verdrängte in den östlichen Dörfern des Hinterlandes die traditionelle schwarze Tracht. Die alte Hinterländer Tracht wird zu den ältesten Trachten in Deutschland gezählt. Sie wird beispielsweise im Hinterlandmuseum Schloss Biedenkopf ausgestellt.
Die Männertrachten waren nahezu identisch mit denen des Marburger Raumes. Standardkleidungsstück war der „Hessenkittel“, eine hüftlange hemdartige Oberbekleidung. Er war im Hinterland nicht so dunkel gefärbt und wies andere Stickmuster auf als die Kittel des Marburger Raumes. Im Hinterland waren die Kittel hellblau und die Stickerei klein und dicht auf den Schultern und Bündchen angebracht, im Raum Marburg hingegen war es eine breit angelegte offene Stickerei auf dunkelblauen Stoffen. Im Raum Buchenau waren die Kittel in Farbe und Stickerei gemischt.
Zur Kirmes trugen die Männer einst meist weiße Hosen mit Messingknopfreihen seitlich an den Beinen und bunt bestickte Hosenträger. Die jüngeren Männer legten ihre Trachten bereits Ende des 19. Jahrhunderts ab – letzte Aufnahmen datieren aus den 1930er Jahren (z. B. Herzhausen). Seitdem sind die Männer-Trachten nur noch bei Brauchtumsveranstaltungen anzutreffen.

### Kratzputz, Hinterländer Handwerkskunst

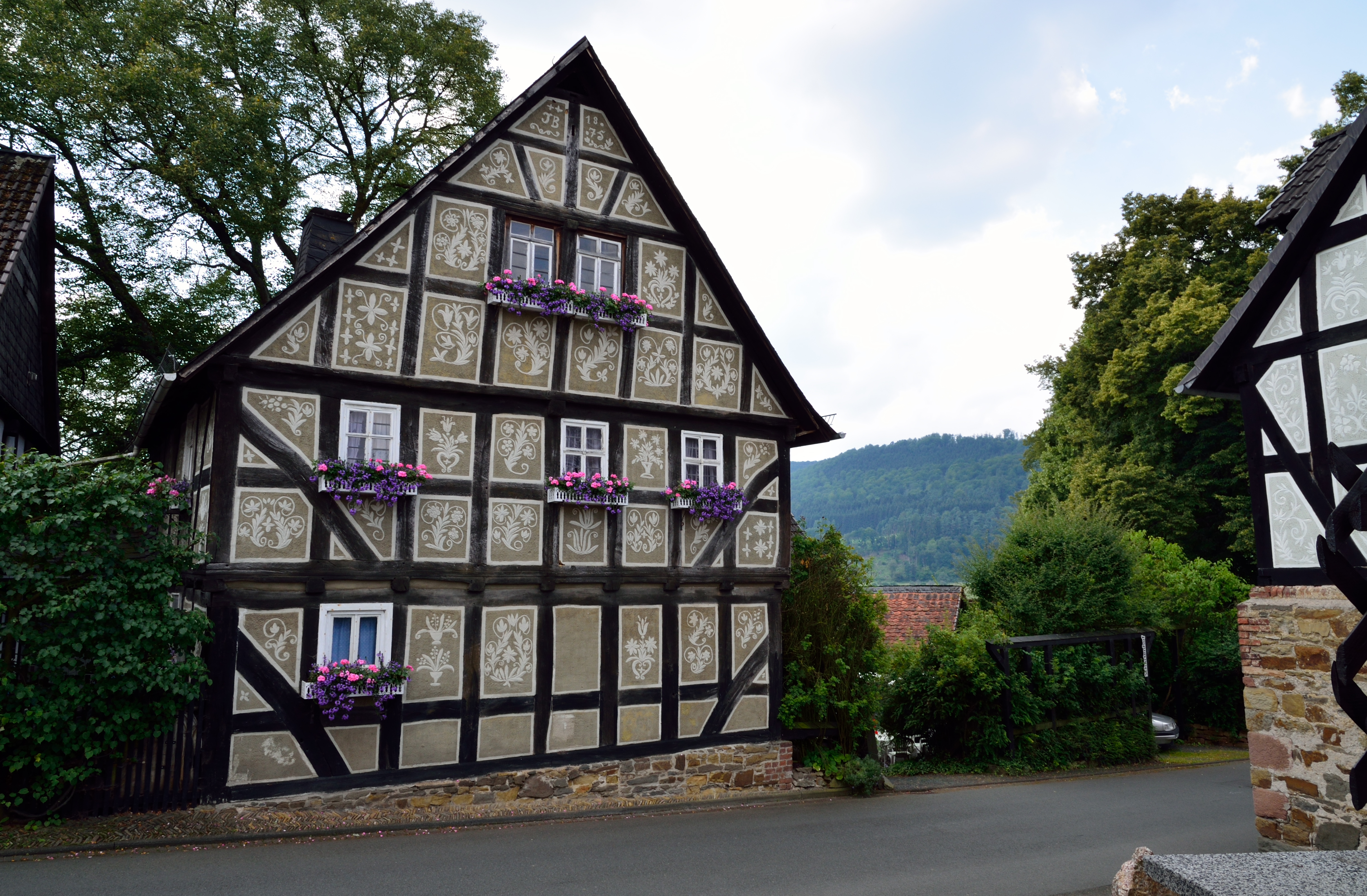
Der mit Kratzputz von 1875 und 1909 geschmückte Schartenhof in Biedenkopf-Eckelshausen aus dem 17. Jahrhundert

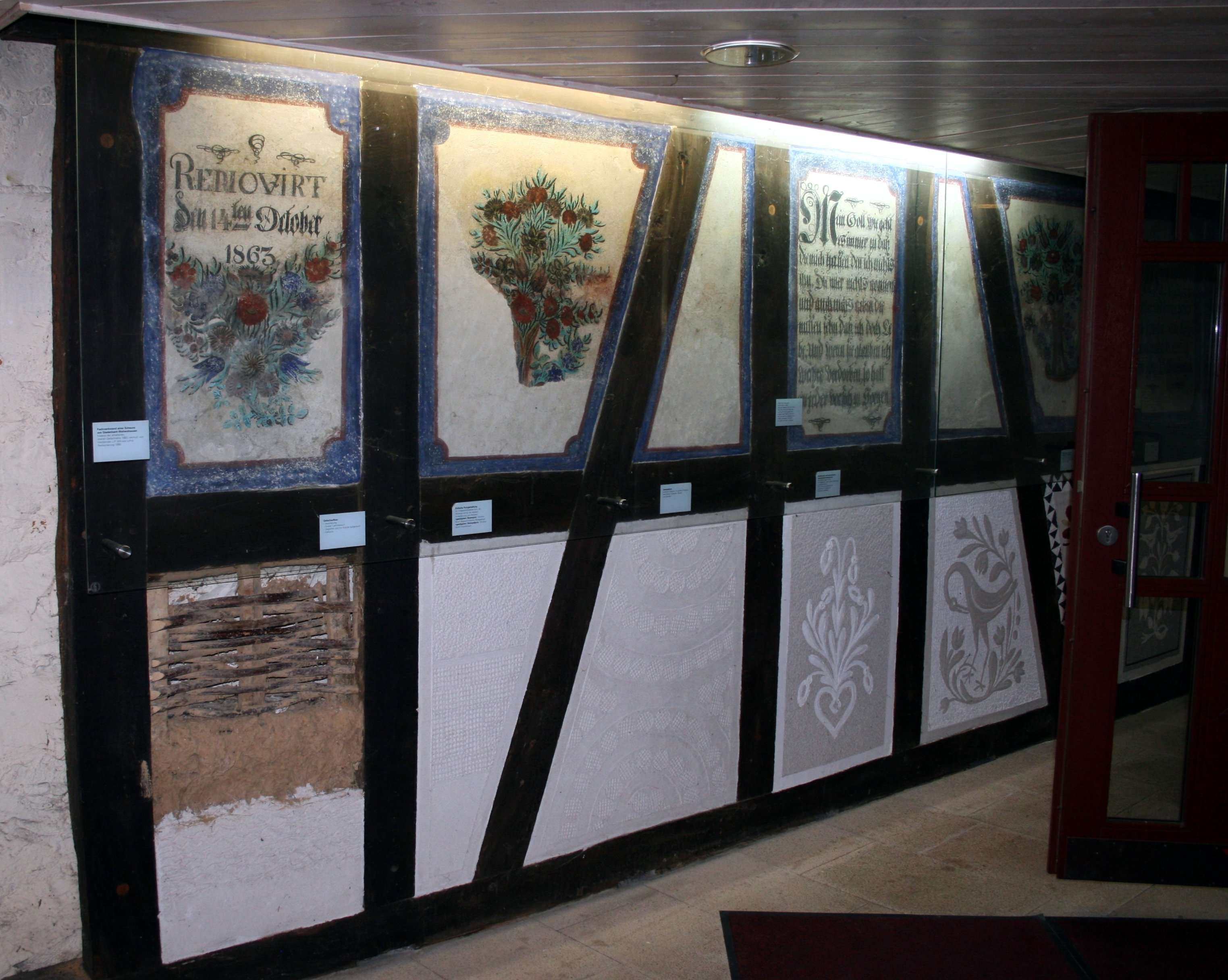
Darstellung verschiedener Kratzputz-Techniken und eines Fachwerk-Lehmgefachs im Hinterlandmuseum Schloss Biedenkopf

Einst prägten verzierte Fachwerkhäuser die Orte des Hessischen Hinterlandes und angrenzender Regionen. Heute sieht man sie nur noch selten. Mit ihrem Verschwinden droht auch die Handwerkstechnik unterzugehen, der diese Häuser ihren außergewöhnlichen Reiz verdanken: der Kratzputz. Es gibt heute nur noch wenige gut erhaltene und zum Teil auch aufwändig renovierte Beispiele in den Dörfern des Hinterlandes. Schwerpunkte des Kratzputzes waren z. B. Holzhausen und Herzhausen, wo er noch heute an Scheunen und Wohnhäusern sichtbar ist.
2016 wurde die Technik des Hessischen Kratzputzes in das Bundesweite Verzeichnis des Immateriellen Kulturerbes aufgenommen.

### Volkstümlicher Gesang
Unter den deutschen Landschaften gilt Oberhessen als besonders reich an Liedern. Das Hinterland nimmt dabei neben dem Vogelsberg eine Sonderstellung ein, weil hier besonders viele Lieder aufgezeichnet wurden, so dass die Anzahl der bekannten Lieder hier am größten ist. Letztmals hat man 1926 im Hinterland Volkslieder gesammelt. Sie und die früher gesammelten Lieder werden heute im Deutschen Volksliedarchiv in Freiburg aufbewahrt. Einen Teil dieser Sammlung (76 Lieder) hat der Kreisausschuss des damaligen Landkreises Biedenkopf 1964 als kleines Buch unter dem Titel Alte Lieder aus dem Hinterland herausgegeben.
Hinterländer Lieder waren weit verbreitet durch die Dienstboten, Mägde und Knechte sowie die Schnitterinnen und die Drescher, die in den Städten, in der Wetterau bis in den Darmstädter Raum und darüber hinaus bis in die Pfalz hinein ihrem Broterwerb nachgingen. Dadurch kamen auch viele neue Lieder ins Hinterland. In der Wetterau vermerkte ein Pfarrer in seiner Chronik, dass dort einige Dienstherren besonders gerne Mägde und Knechte aus dem Hinterland einstellten, nicht nur wegen ihres Fleißes, sondern auch weil sie so schön und gerne sangen. Auch aus Dreieich (bei Darmstadt) heißt es: „Die Hinterländer Schnitterinnen und Drescher sind gar beliebt, nicht zuletzt wegen ihres Gesanges.“
Ein Bericht aus dem Jahr 1903 stellt fest:

„Die Lieder werden meist zweistimmig, manche dreistimmig gesungen. Die meisten Lieder sind Liebeslieder, in denen die Gemüts- und Herzensstimmung der Jugend zum Ausdruck kommt. Gleich zahlreich sind die Soldatenlieder, gefolgt von den Jägerliedern.
Den Hinterländer Liedern ist allgemein eine feierliche Getragenheit eigen, die manchmal an Schwermut grenzt. Sämtliche Melodien werden hoch intoniert, da öfters die Unteroktave zur Begleitung verwandt wird. Der Schlusston wird als Ruhe- und Sammelpunkt lang angehalten.“

## Sprachliches

### Dialekt
Traditionell wird im Hessischen Hinterland das „Hinterländer Platt“, ein westmitteldeutscher Dialekt gesprochen. Die Sprecherzahl geht jedoch zugunsten des Standarddeutschen immer weiter zurück. Der „Verein Dialekt im Hinterland e. V.“ kümmert sich um die Pflege und den Erhalt der Mundart.

### Namen

#### Ortsnecknamen
Alle Ortschaften im Hinterland haben Dorf-, Spott- oder Spitznamen, wie sie überall in Deutschland zu finden sind. Die Namensgebung liegt meist im Dunklen. Sie soll sich auf Grund besonderer Begebenheiten, hervorstechender Eigenschaften oder Gewohnheiten der Bewohner herleiten. Entstanden sind sie in der Regel in der Mundart, also dem Hinterländer Platt. Mit dem Dorf-Spitznamen wurde jeder Bewohner des Ortes bei Neckereien oder Streitereien belegt.

#### Hausnamen
Hausnamen benennen als Ortsnamen eine einzelne Wohnstätte, ein Anwesen/Gehöft einschließlich aller dort stehenden Gebäude. Ein Hausname ist ein Beiname (Genanntname), quasi ein zweiter Familienname in örtlichem Dialekt, der nur mündlich gebraucht und weitergegeben wird. Mit dem Hausnamen werden alle dort ansässigen Bewohner belegt. Bei der Benennung einer Person wird der Hausname stets dem Rufnamen vorangestellt z. B. „Gehanns Günter“ (Hausname Gehanns) oder „Schreinersch Erna“ (Hausname Schreinersch).
Hausnamen entstanden zu einer Zeit, als es noch keine Hausnummern gab. Für den Landesherrn und dessen Verwaltung war es jedoch wichtig, die einzelnen Wohnstätten der Untertanen namentlich zu kennzeichnen, damit sie zu Abgaben und Fronden herangezogen werden konnten. Wohnte ein Untertan z. B. bei einem Born, so hielt ihn der Steuereinnehmer in seinen Unterlagen als Johann beim Born fest, einen anderen, der am Berg wohnte, als Daniel am Berg oder jemand, der im Tal wohnte, als Adam in der Tal oder als Velten am Ende, weil er am Dorfende wohnte; daraus wurden z. B. die Namen Beimborn, Amberger, Bamberger, Intertal und Amend.
Die meisten heutigen Hausnamen lassen sich jedoch auf Vornamen und deren Kurzformen der Erstbesitzer, bzw. deren Ableitungen und Verschleifungen im örtlichen Dialekt, zurückführen. Der beliebteste Vorname bei Männern war ehemals Johannes (Johann, mdal. Gehann), bei Frauen Elisabeth (mdal. Lisbeth) und deren Varianten im Dialekt. Recht zahlreich sind Hausnamen, die auf Berufsnamen (z. B. Schneidersch) zurückgehen, auch konnte jeder Familienname (z. B. Mellersch) zum Hausnamen werden.
Die Tradition, Anwesen mit Hausnamen zu belegen, besteht bis heute fort.

#### Flurnamen
Flurnamen sind geografische Namen, Ortsbezeichnungen für Teilgebiete der Landschaft. Sie kennzeichnen sowohl großräumige Landschaftsteile als auch die darin enthaltenen kleinräumigen Einzellagen.
Flurnamen waren vor einigen Generationen allgemein bekannt und gebräuchlich, als die Dörfer im Hinterland noch von der Landwirtschaft geprägt waren. Sie waren jedem, der in einem ländlichen Raum lebte oder aufgewachsen war, mehr oder weniger geläufig. Sie waren und sind unverzichtbar, um sich in der umgebenden Landschaft, in der Ortsgemarkung, zu orientieren. Nur mit ihnen kann man einen Ort, ein Ziel in der Feldflur benennen.
Mit der Aufgabe der Nebenerwerbslandwirtschaft, der Kleinbauernbetriebe und dem damit einhergehenden Rückgang der kleinbäuerlichen Strukturen und der kleinparzelligen Landwirtschaft geraten die Flurnamen in Vergessenheit. Sie werden nicht mehr gebraucht. Das Wissen um sie ging und geht damit verloren.

## Sport und Freizeit

### Veranstaltungen
Das Hessische Hinterland ist Namensgeber und Austragungsort verschiedener regelmäßiger Veranstaltungen, und zwar:

#### Hinterland-Rallye

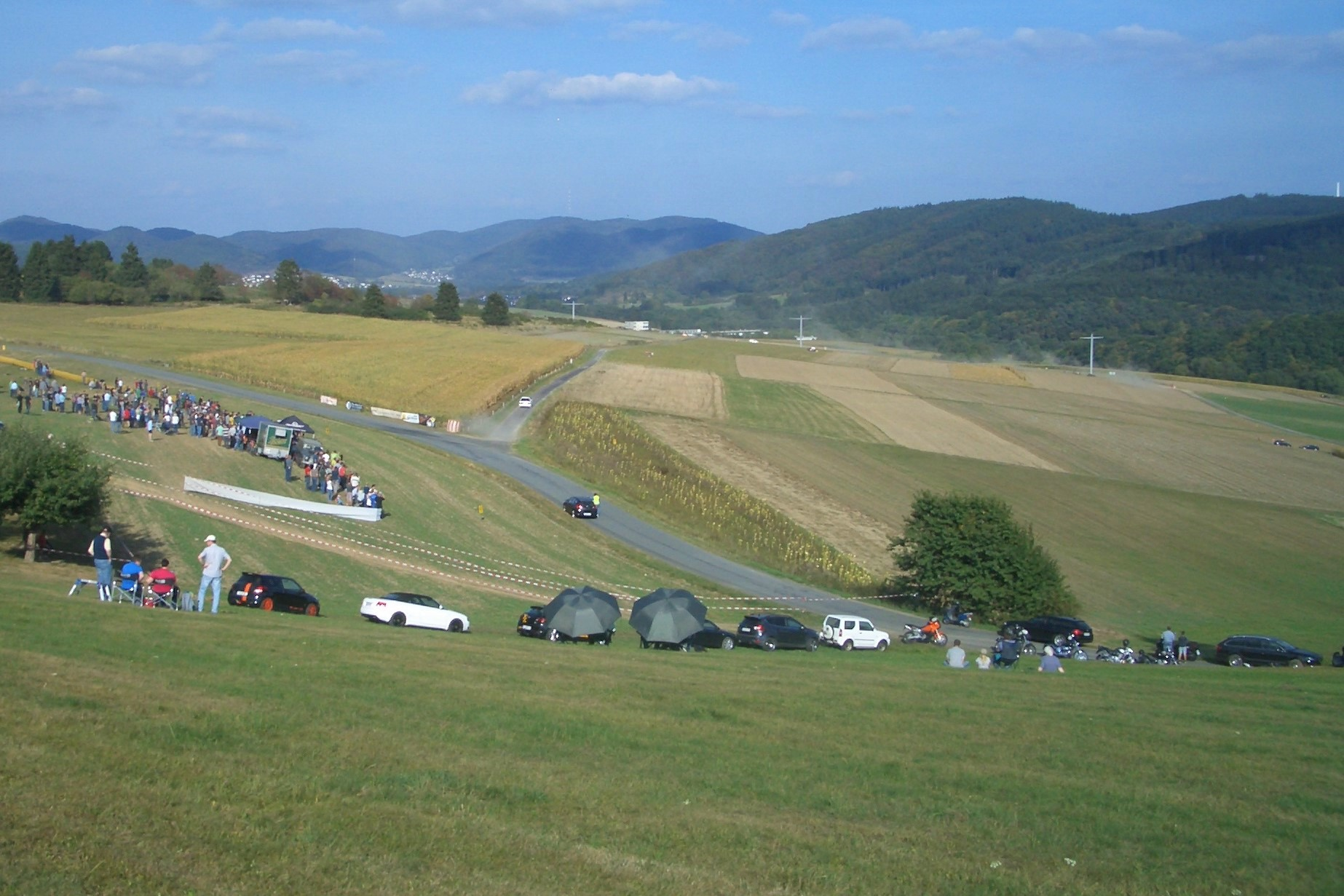
Die Hinterland-Rallye oberhalb von Kleingladenbach (2016)

Die „ADAC Reifen-Ritter Rallye Hinterland“ (meist kurz Hinterland-Rallye), ein mehretappiges Motorsportrennen, das u. a. schon bei Dautphe, Herzhausen und Holzhausen, Wiesenbach und Kleingladenbach, Schlierbach und Bad Endbach oder Erdhausen Station machte und damit nahezu das gesamte Hinterland abdeckt. Die Rallye fand erstmals in den 1980er-Jahren statt und wird seit 2012 jährlich an einem Samstag im September ausgetragen. Sie gehört zu den größten Sportveranstaltungen im Landkreis und lockt regelmäßig tausende Zuschauer ins Hinterland.

#### Rotary-Hinterland-Tour

Logo der Rotary-Hinterland-Tour

Bei dem seit 2008 immer an einem Samstag im September unter Federführung des lokalen Rotary-Clubs stattfindenden Aktionstag sind Grundschüler und ihre Angehörigen dazu aufgerufen, für den guten Zweck einen 35 km langen Fahrrad-Rundkurs durch das obere Hinterland über Biedenkopf, Eckelshausen, Dautphe, Hommertshausen, Eisenhausen, Breidenbach und Wallau/Lahn – oder ein Teilstück davon – abzufahren. Für die teilnehmenden Schulen lässt sich dabei ein Preisgeld in Höhe von insgesamt 5000 Euro erradeln. Die Radroute kann auch außerhalb der Veranstaltung befahren werden.

#### Hinterland-Radtourenfahrt
Seit 2014 findet jährlich im August die Hinterland-Radtourenfahrt der „Radsportgemeinschaft (RSG) Buchenau“ statt. Dabei handelt es sich um eine Veranstaltung für organisierte Radtouren mit verschiedenen Längen und Schwierigkeitsgraden durch das Hinterland und darüber hinaus.

#### Bürgermeister-Burger-Battle
Jährlich im Frühsommer findet das „Bürgermeister-Burger-Battle“ statt. Bei dieser Veranstaltung grillen die Bürgermeister der sieben Hinterland-Gemeinden mit jeweils einem Unterstützer-Team aus verschiedenen (ehrenamtlichen) Institutionen um die Wette. Eine vierköpfige Jury mit je einem Vertreter von Sparkasse, VR-Bank, Landkreis und einer lokalen Institution entscheidet, welcher Bürgermeister mit Team den besten Hamburger kreiert hat. In der Siegergemeinde wird die Veranstaltung im darauffolgenden Jahr ausgerichtet. Die Unterstützer-Teams der besten drei Bürgermeister erhalten ein Preisgeld für den guten Zweck. Moderiert wird die Veranstaltung vom Redaktionsleiter des Hinterländer Anzeigers. Sie basiert auf einer Idee des Breidenbacher Bürgermeisters Christoph Felkl und wurde – nach anfänglicher Verschiebung wegen der Corona-Pandemie – erstmals 2023 ausgerichtet.

#### Volksfeste
Gleich zweimal im Hinterland gibt es die traditionellen „Grenzgänge“, Volksfeste mit Grenzbegehungen. Dabei handelt es sich um den ältesten in Biedenkopf, der alle sieben Jahre stattfindet und den als größten in der Region regelmäßig zehntausende Menschen besuchen, und den kleineren in Buchenau/Lahn.
Zudem findet in Gladenbach jährlich am ersten Wochenende im Juli der Gladenbacher Kirschenmarkt statt, das größte Volksfest des Hinterlandes. Im Marktflecken Hartenrod gibt es außerdem regelmäßig stattfindende Krammärkte, wie etwa den jährlichen Johannismarkt. Darüber hinaus existieren in den meisten Dörfern Burschen- und Mädchenschaften, die regelmäßige Kirmessen organisieren.

### Vereine
Vereine mit Fokus auf Geschichte und Kultur des Hinterlandes oder mit Bezug zu dessen Gebiet:
- Hinterländer Geschichtsverein e. V., Verein zur Sammlung und Bewahrung des kulturellen Erbes des Hinterlandes[66]
- Dialekt im Hinterland e. V., Verein zur Förderung, Pflege und der Erhalt der Mundart im Hinterland[67]
- Heimat- und Museumsverein „Amt Blankenstein“ e. V., Verein zur Erhaltung und Ausstellung der Geschichte des Amtes Blankenstein[68]
- Musikverein Bad Endbach e. V. – „Hinterländer Blasmusik“, Verein zur Pflege des Liedgutes und der Blasmusik im Hinterland[69]
- JFV Hinterland e. V., Verein zur Förderung des Jugendfußballs im Hinterland[70]
- Handball-Spielgemeinschaft Hinterland GbR, Verein zur Förderung des Handballspiels im Hinterland[71]
- KSG Hinterland e. V., Verein für den Kegelsport im Hinterland[72]
- SC Hinterland 2020 e. V., Verein für Läufer, Triathleten, Radsportler und Leichtathleten im Hinterland[73]
- Hinterländer Jägervereinigung e. V., Verein zur Förderung der Jagd im Hinterland[74]
- Kreisverband Biedenkopf zur Förderung des Obstbaues, der Garten- und Landschaftspflege e. V. – „Gärtnern im Hinterland“, Verein zur Förderung von Obst- und Gartenbau und Natur- und Umweltschutz[75]
- Hundehilfe Hinterland e. V., Verein zum Tierschutz im Hinterland[76]

### Sonstiges

#### Mountainbike
Westlich von Bad Endbach befindet sich ein sogenannter „Flowtrail“ – eine ausgewiesene Mountainbike-Strecke mit speziellen Hindernissen.

#### Wintersport
Auf der Bottenhorner Hochfläche, bei Hülshof und Bottenhorn, sowie bei Holzhausen a. H. und Biedenkopf werden im Winter Langlaufloipen gespurt. Bei Hartenrod, Kleingladenbach und Holzhausen befinden sich außerdem kleinere Wintersportgebiete mit Abfahrtspiste und Skilift. Im Sommer werden die Pisten teilweise von Grasskifahrern genutzt.

#### Geführte Wanderungen
- In Bad Endbach: Pfingst- und Herbstwanderwoche, GPS-geführte Tageswanderungen, Themenwaderungen, Extratouren im Lahn-Dill-Bergland, Nordic Walking, Wander-Wellness-Tage von April bis Oktober.
- Jeweils am ersten Sonntag im November der Bad Endbacher Wandermarathon.

#### Museen
Mit der lokalen Kulturgeschichte im Hessischen Hinterland befasst sich das Hinterlandmuseum auf Schloss Biedenkopf. Das Regionalmuseum in Weidenhausen stellt alte Alltagsgegenstände des Handwerks, der Industrie und der Landwirtschaft aus.

## Politik

### Geschichte
Politisch ist die Region lange Zeit sehr konservativ geprägt gewesen. Im Deutschen Kaiserreich bildete das Hessische Hinterland in Form des Kreises Biedenkopf einen Wahlkreis zusammen mit den westfälischen Nachbarkreisen Wittgenstein und Siegen (Wahlkreis Regierungsbezirk Arnsberg 1). In der Anfangsphase stellte hier als einer der wenigen Wahlkreise die Deutsche Reichspartei (Freikonservative) immer den direkt gewählten Reichstagsabgeordneten. Ab dem Ende der 1870er-Jahre konnte die Nationalliberale Partei, auch reichsweit stärkste bis zweitstärkste Kraft, hier größere Erfolge feiern. Nach deren Stimmenverlusten Anfang der 1880er konnte die Deutschkonservative Partei mit Adolf Stöcker das Direktmandat für sich gewinnen. Dieser blieb auch, nachdem er die Antisemitenpartei CSP gegründet hatte, bis zur Reichstagswahl 1907 direkt gewählter Abgeordneter.
Mit der Vergrößerung der Wahlkreise in der Weimarer Republik gehörte das Hinterland zum Wahlkreis 19 – Hessen-Nassau, wo die SPD bis zum Aufschwung der NSDAP mit Reichstagswahl 1932 dominierende Kraft blieb. Die Wahlergebnisse der NSDAP im Vorfeld der NS-Zeit waren im Hinterland besonders hoch, so kam diese beispielsweise bei der Reichstagswahl 1933 in der Stadt Biedenkopf auf 66,9 % (ggü. reichsweit 43,9 %). Die KPD erreichte im Kreis Biedenkopf nur ein einziges Mandat, im Jahr 1948.
Für die Ergebnisse der Wahlen zum Deutschen Bundestag siehe beim Bundestagswahlkreis Marburg, zu dem das Hinterland seit Gründung der Bundesrepublik gehört.

### Gegenwart
Das Hessische Hinterland ist traditionell stärker von den beiden großen Volksparteien SPD und CDU dominiert. Noch bis Anfang der 2000er-Jahre gewannen diese beiden Parteien regelmäßig knapp 90 Prozent der Stimmen. Dennoch bleibt festzustellen, dass sich sowohl SPD als auch CDU im Hinterland weiter deutlich über dem Bundes- bzw. Landesdurchschnitt bewegen. Wer von beiden vorne liegt, variiert hingegen, wobei in den 2010er- und 2020er-Jahren eine Tendenz in Richtung CDU erkennbar ist. Häufig lieferten sich die Volksparteien einen Zweikampf, beispielsweise um die Direktmandate. Seit dem bundesweiten Aufschwung der rechtspopulistischen AfD hat sich diese als starke Kraft in den Wahlen etabliert und ist hier stärker als auf Landes- oder Bundesebene. Es folgt die FDP, die sich meist knapp unter Bundesschnitt bewegt. Grüne und Linke sind im Hinterland deutlich schwächer als im Landes-/Bundesschnitt.
Als Hochburg der AfD gilt das im Südwesten gelegene Dorf Steinperf. Weitere Orte mit hohen AfD-Ergebnissen sind Quotshausen, Erdhausen, Dernbach und Friebertshausen. Die SPD ist besonders in Allendorf am Hohenfels und Wiesenbach stark, während die CDU ihre höchsten Ergebnisse in Rachelshausen, Oberdieten und Silberg einfährt. Besonders liberal ist das Dorf Sinkershausen; Grüne und Linke erzielen verhältnismäßig hohe Ergebnisse in Friebertshausen. Die Freien Wähler erreichen in den Ortsteilen der Gemeinde Dautphetal, besonders in Wolfgruben, ihre höchsten Ergebnisse.
Heute gehören sämtliche Gemeinden des Hessischen Hinterlandes zum Landtagswahlkreis 12 – Marburg-Biedenkopf I und zum Bundestagswahlkreis 171 – Marburg.

## Medien

### Zeitungen und Nachrichtenportale
Dominierende Lokalzeitung im Hessischen Hinterland ist der Hinterländer Anzeiger der Zeitungsgruppe Lahn-Dill. Einen Lokalteil für die Region gibt auch die Oberhessische Presse aus Marburg/Lahn heraus. Darüber hinaus gibt es eine Reihe von Anzeigenblättern.
Auch digitale Plattformen, wie das Nachrichtenportal mittelhessen.de der Zeitungsgruppe Lahn-Dill und das Informationsportal Backland.News, etablieren sich.

## Adelsgeschlechter
Im Hinterland hatten einst die nachstehend genannten Adelsgeschlechter ihren Wohnsitz, die bis auf die Herren von Breidenbach zu Breidenstein, von Biedenfeld und von Hatzfeld ausgestorben sind. (Zahlen in den Klammern: urkundliche Erwähnung)
- von Battenberg (1150–1310)
- von Biedenfeld (1215–heute)
- von Breidenbach zu Breidenstein (1213–heute)
- von Breidenbach genannt Breidenstein bzw. von Breidenstein (Anfang 15. Jh. – 1865)
- von Buchenau (1215–1404)
- von Dernbach (1226–1748), Freiherren von Dernbach (bis 1965)[89]
- von Döring
- von Eisenhausen
- von Gladenbach (1226, 1249)
- von Hatzfeld (1138–heute)
- von Hohenfels (1174 – 16. Jh.)
- von Hulspach?
- von Linne (Lynne)
- von Lixfeld (1346–1555)
- von Rachelshausen (1354–?)

## Trivia
- An der südlichen Grenze des Hinterlandes bei Mornshausen a. S. fand im Jahr 1822 der Postraub in der Subach statt, der die Grundlage des Fernsehfilms Der plötzliche Reichtum der armen Leute von Kombach von Volker Schlöndorff darstellt. Die bewusst dialektgefärbte Sprache der Schauspieler hat jedoch wenig Ähnlichkeit mit dem örtlich gesprochenen Hinterländer Platt.
- Einer jüngeren Erzählung zufolge sollen die Bremer Stadtmusikanten aus dem Hessischen Hinterland stammen, dies sei ihre wahre Heimat.[90]